# Presidenza di Andrew Johnson
La presidenza di Andrew Johnson ebbe inizio il 15 aprile 1865 quando, dopo aver preso la carica di vicepresidente degli Stati Uniti d'America 42 giorni prima sotto la presidenza di Abraham Lincoln, fu costretto a succedergli come presidente a seguito dell'assassinio di Lincoln. Si concluse il 4 marzo del 1869.
Il 17º presidente, prima dello scoppio della guerra di secessione americana, era un esponente del Partito Democratico e diventò candidato con Lincoln per le elezioni presidenziali del 1864 sotto le insegne del nuovo "Partito di unione nazionale", sostenuto dagli esponenti del Partito Repubblicano e dai cosiddetti "War Democrat", cioè i Democratici favorevoli alla guerra. Entrò nelle sue piene funzioni pochi giorni dopo il termine della guerra civile; l'intera sua presidenza fu fortemente influenzata dalle conseguenze del conflitto. Gli succedette il repubblicano ed eroe di guerra Ulysses S. Grant.
Originario del Tennessee, cercò di favorire un rapido ristabilimento degli Stati secessionisti in seno all'Unione; mise in pratica una versione di Ricostruzione nella forma di una serie di proclami che esortavano gli Stati ex confederati a tenere convenzioni ed elezioni per ristabilire i propri governi civili locali. I suoi piani non contemplarono però alcuna protezione a favore degli ex schiavi afroamericani e per questo entrò in profondo contrasto con il Congresso, a netta predominanza repubblicana.
Quando i sudisti rimisero ai principali posti di comando molti dei loro vecchi leader e fecero promulgare i cosiddetti "Codici neri" per privare nuovamente i liberti di gran parte dei diritti civili garantiti costituzionalmente, i Repubblicani del Congresso rifiutarono di far insediare i parlamentari di quegli Stati; stabilirono inoltre distretti militari federali in tutto il profondo Sud. Johnson si avvalse del diritto di veto contro tali proposte, ma i Repubblicani le approvarono comunque con le maggioranze qualificate richieste, fissando in tal maniera un modello per l'intera durata della presidenza.

Frustrato dalla continua opposizione di Johnson, il Congresso propose il XIV emendamento, il quale venne ratificato nel 1868. Ma quando il conflitto tra i diversi rami del governo crebbe, il Congresso promulgò la Tenure of Office Act (1867), limitando notevolmente i poteri di Johnson nel sostituire i funzionari governativi. Siccome Johnson persistette nel tentativo di cacciare il segretario alla Guerra Edwin McMasters Stanton, fu sottoposto egli stesso alla procedura di rimozione (impeachment) dalla Camera dei Rappresentanti; fu a stento salvato al Senato, dove alla maggioranza mancò un solo voto per convalidare la procedura.

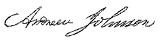
La firma autografa del presidente A. Johnson.

In politica estera, negli anni della sua presidenza avvennero l'acquisto dell'Alaska (venduta dall'impero russo) e la fine dell'intervento francese in Messico. Dopo aver definitivamente rotto ogni tipo di rapporto collaborativo con i repubblicani, Johnson cercò attivamente la nomina democratica per essere candidato alle elezioni presidenziali del 1868; gli fu invece preferito Horatio Seymour.
Anche se è stato tenuto in grande considerazione dagli storici della Dunning School le ricerche più recenti classificano Johnson tra i peggiori presidenti americani per i suoi frequenti scontri con il Congresso, la forte opposizione ai diritti federalmente garantiti per gli ex schiavi e infine per la sua generale inefficacia come presidente.
(Mario Francini, Storia dei presidenti americani, Tascabili Newton 1996, pp. 35-36.)

## Successione

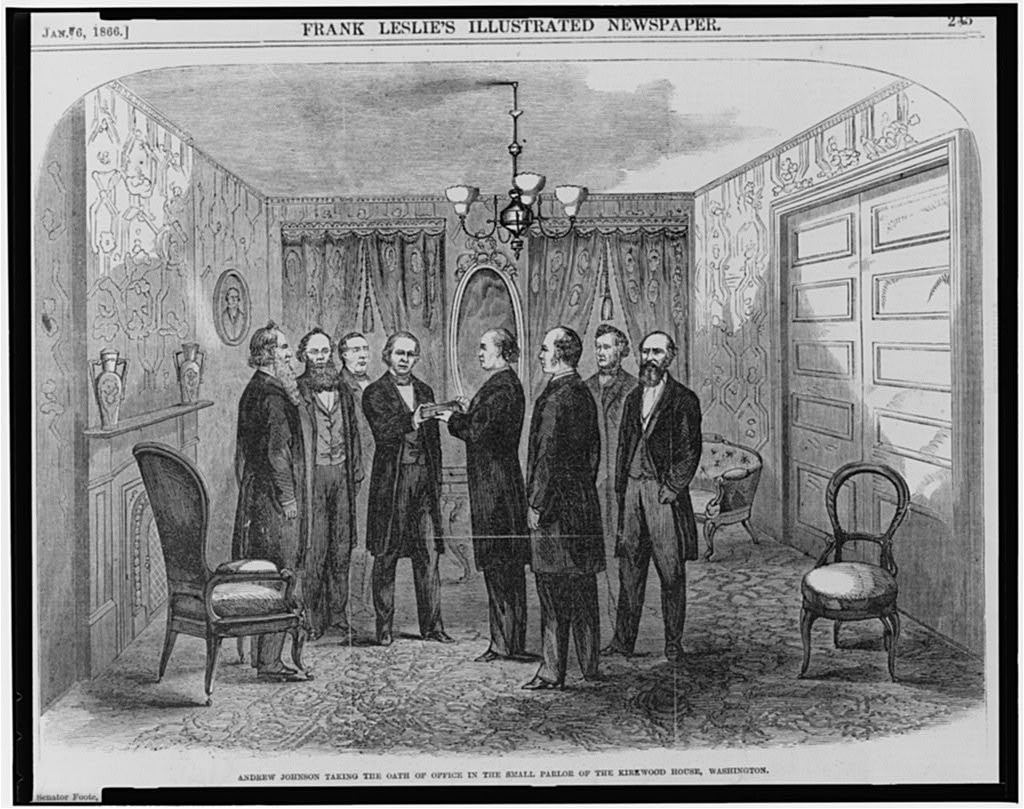
Il giuramento avvenuto la mattina del 15 aprile.

La sera del 14 aprile del 1865, nei giorni conclusivi del conflitto fratricida che aveva contrapposto per quattro anni il Nord al Sud, Lincoln subì un attentato e rimase ferito mortalmente; l'autore era John Wilkes Booth, un simpatizzante confederato. L'aggressione era parte di una cospirazione per assassinare, in quella stessa nottata, il presidente, lo stesso Johnson e il segretario di Stato William H. Seward. Seward sopravvisse miracolosamente all'attentato, mentre quello a Johnson non fu perpetrato perché il sicario, George Atzerodt, pensò a ubriacarsi invece di uccidere il vicepresidente. Leonard James Farwell, impiegato all'United States Patent and Trademark Office e presente al Teatro Ford al momento dell'aggressione a Linconln, nonché socio pensionante alla "Kirkwood House", corse subito ad avvertire Johnson; questi si precipitò al capezzale di Lincoln e gli rimase accanto per qualche tempo. All'uscita promise che i responsabili avrebbero pagato la loro colpa.
Il presidente morì alle 7:22 della mattina seguente. Il giuramento solenne di Johnson si ebbe tra le 10 e le 11, alla presenza del presidente della Corte Suprema Salmon Portland Chase e di gran parte dei ministri. Il comportamento del neoeletto venne descritto dai quotidiani dell'epoca come "solenne e dignitoso"; presiedette alle cerimonie funebri svoltesi a Washington, dopo di che il corpo di Lincoln fu trasportato a Springfield (Illinois) per la sepoltura.
Su proposta del procuratore generale James Speed, Johnson consentì che fosse una commissione militare a processare i presunti colpevoli; il dibattimento durò sei settimane e culminò nella condanna alla pena di morte per quattro degli imputati e con pene minori per gli altri. Gli eventi inerenti all'assassinio provocarono speculazioni, sia subito dopo gli eventi sia in seguito, riguardanti Johnson e ciò che i cospiratori avessero tramato per lui. Nella vana speranza di salvarsi la vita, Atzerodt, dopo la cattura, parlò molto dell'organizzazione e messa a punto del crimine, ma non disse mai nulla per indicare che il tentato assassinio di Johnson avrebbe potuto essere solamente uno stratagemma per sviare le indagini. I teorici della cospirazione indicano che proprio il giorno dell'assassinio Booth si recò alla "Kirkwood House" (oggi "1111 Pennsylvania Avenue") e lasciò un messaggio indirizzato al vicepresidente, che fu ricevuto dal segretario privato William A. Browning; vi sarebbe stato scritto: "Siete a casa? Non voglio disturbarvi. J. Wilkes Booth".

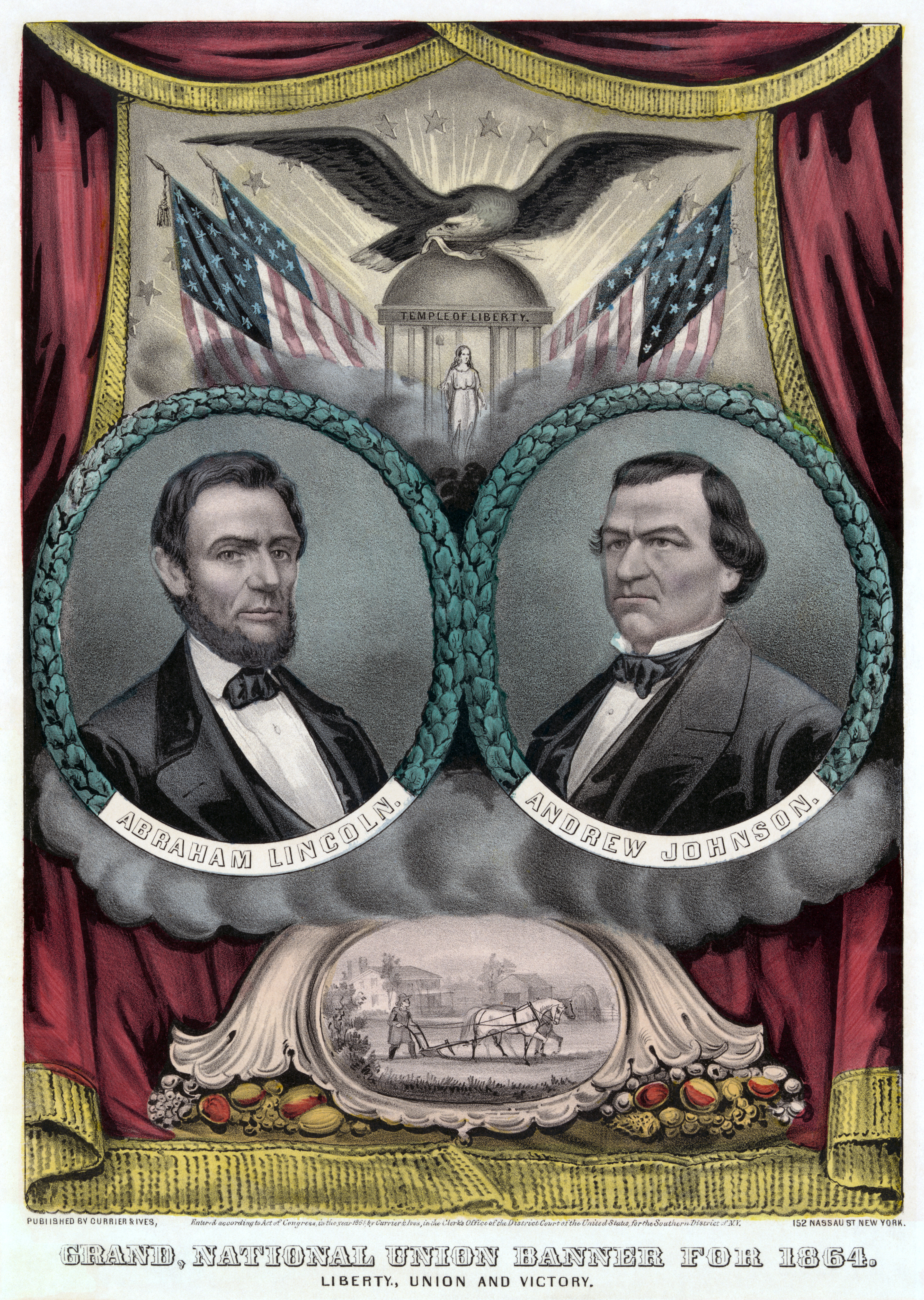
Manifesto elettorale dei due candidati Lincoln-Johnson per le elezioni presidenziali del 1864.

## Affiliazione ai partiti
La successione di Johnson portò un ex democratico del Sud alla carica di presidente, al termine di una sanguinosa guerra civile che aveva avuto come causa scatenante proprio la vittoria di Lincoln, un repubblicano settentrionale, nelle elezioni presidenziali del 1860. Johnson aveva ricoperto diversi incarichi pubblici prima dello scoppio della guerra, diventando uno dei più importanti unionisti del Sud dopo l'inizio del conflitto.
La campagna elettorale dei Repubblicani per le elezioni presidenziali del 1864 sosteneva i candidati del "Partito di Unione nazionale"; la Convention nazionale del 7-8 giugno 1864 a Baltimora nominò Johnson come candidato alla vicepresidenza nel tentativo di ottenere il supporto anche degli "War Democrat". Anche se non dichiarò mai esplicitamente di essere repubblicano appena entrò in carica riuscì ad avere l'approvazione sia dei radicali sia dei moderati. Tuttavia la politica nei riguardi del Sud assunta nel corso dell'Era della Ricostruzione gli alienò rapidamente molti repubblicani, i quali volevano un atteggiamento più severo contro gli ex ribelli; le sue scelte in fatto di nomine politiche e la sua alleanza con William H. Seward gli costarono però anche parte del sostegno degli stessi democratici. Invece di schierarsi apertamente con uno dei due partiti, il presidente provò a formarne uno nuovo, costituito dagli elementi più conservatori di entrambe le fazioni.
Nell'agosto del 1866 Johnson tenne una convenzione dei propri sostenitori a Filadelfia; questa approvò il suo programma e il presidente paragonò le risoluzioni adottate come "una seconda dichiarazione d'indipendenza". Quando il mandato stava oramai volgendo al suo termine naturale, Johnson cercò anche di ottenere la nomina dei Democratici, ma la sua alleanza con Lincoln e le decisioni da lui prese avevano generato una folta schiera di nemici che gli fecero il vuoto attorno.

## Fine della guerra civile
Johnson entrò in carica dopo la resa di Robert Edward Lee a seguito della battaglia di Appomattox, ma gli eserciti confederati rimanevano in campo. Il 21 aprile del 1865, con l'appoggio unanime del suo governo, ordinò a Ulysses S. Grant di ribaltare un armistizio concluso tra William Tecumseh Sherman e il confederato Joseph Eggleston Johnston. L'armistizio includeva provvedimenti come il riconoscimento dei governi statali confederati.
Il 2 maggio emise un proclama che offriva 100.000 dollari di ricompensa per la cattura del presidente confederato Jefferson Davis, che molti pensavano coinvolto nell'assassinio di Abraham Lincoln. Davis fu catturato il 10 maggio. Alla fine di quello stesso mese le forze confederate ancora in campo si arrendevano e Johnson presiedette una sfilata militare trionfale a Washington, accanto ai propri ministri e ai generali della nazione.
A poco meno di due mesi dalla sua entrata in carica Johnson si era coltivato la reputazione di uno che si sarebbe dimostrato duro nei riguardi degli sconfitti e la stima nei suoi confronti tra i Repubblicani del Congresso fu inizialmente alta.
Partiti politici: 

  Repubblicano
  National Union Party
| Presidente                     |  | Andrew Johnson             | 1865 - 1869 |  |  |
| Vicepresidente                 |  | Vacante                    | 1865 - 1869 |  |  |
|                                |  |                            |             |  |  |
| Segretario di Stato            |  | William H. Seward          | 1865 - 1869 |  |  |
| Segretario al tesoro           |  | Hugh McCulloch             | 1865 - 1869 |  |  |
| Segretario alla Guerra         |  | Edwin McMasters Stanton    | 1865 – 1867 |  |  |
| Segretario alla Guerra         |  | Ulysses S. Grant           | 1867 - 1868 |  |  |
| Segretario alla Guerra         |  | John Schofield             | 1868 - 1869 |  |  |
| Procuratore generale           |  | James Speed                | 1865 – 1866 |  |  |
| Procuratore generale           |  | Henry Stanberry            | 1866 - 1868 |  |  |
| Procuratore generale           |  | William Maxwell Evarts     | 1868 - 1869 |  |  |
| Direttore generale delle poste |  | William Dennison           | 1865 – 1866 |  |  |
| Direttore generale delle poste |  | Alexander Williams Randall | 1866 - 1869 |  |  |
| Segretario alla Marina         |  | Gideon Welles              | 1865 - 1869 |  |  |
| Segretario degli Interni       |  | John Palmer Usher          | 1865        |  |  |
| Segretario degli Interni       |  | James Harlan               | 1865 - 1866 |  |  |
| Segretario degli Interni       |  | Orville Hickman Browning   | 1866 - 1869 |  |  |

## Amministrazione
Gli avvenimenti salienti della presidenza A. Johnson furono:
1865
- resa di Joseph Eggleston Johnston a William Tecumseh Sherman;
- assassinio di John Wilkes Booth per mano di Boston Corbett;
- esplosione del battello a vapore Sultana;
- fondazione della Cornell University;
- dissoluzione della presidenza di Jefferson Davis;
- battaglia di Palmito Ranch;
- istituzione dell'United States Secret Service;
- prima uscita di The Nation;
- impiccagione di David Herold, George Atzerodt, Lewis Powell e Mary Surratt, tutti correi nell'assassinio di Abraham Lincoln;
- terremoto in California;
- ratifica del XIII emendamento;
- avvio dell'Era della Ricostruzione;
- nascita del Ku Klux Klan;

1866
- completamento della cupola del Campidoglio;
- fondazione della Fisk University a Nashville, la prima delle università storicamente afroamericane;
- chiusura di The Liberator, primo periodico abolizionista;
- promulgazione della legge sui diritti civili;
- morte di Winfield Scott;
- morte di Lewis Cass;
- scoppio della guerra di Nuvola Rossa;
- riammissione del Tennessee nell'Unione;
- morte di Piccola Montagna;

1867
- fondazione della West Virginia University;
- fondazione dell'Università dell'Illinois - Urbana-Champaign;
- ammissione del Nebraska nell'Unione in qualità di 37° Stato federato;
- acquisto dell'Alaska;
- controllo dell'atollo di Midway;
- prima lettura pubblica di Charles Dickens a New York;
- epidemia di febbre gialla a New Orleans, che mieterà 3.093 vittime;
- fondazione del Partito Proibizionista;

1868
- apertura del procedimento per l'impeachment di Andrew Johnson;
- fondazione dell'Università della California;
- morte di Kit Carson;
- morte dell'ex presidente James Buchanan;
- stipula del Trattato di Fort Laramie (1868);
- prima celebrazione del Memorial Day;
- morte di Thaddeus Stevens;
- organizzazione del Territorio dello Wyoming;
- adozione del XIV emendamento;
- prima pubblicazione in volume di Piccole donne di Louisa May Alcott;
- vittoria di Ulysses S. Grant alle elezioni presidenziali del 1868;
- battaglia del Washita;
- fondazione della diocesi di Tucson;

1869
- primo discorso al Congresso pronunciato da una donna, Elizabeth Cady Stanton;
- insediamento della presidenza di Ulysses S. Grant.

Assumendo il mandato Johnson promise di continuare la linea politica del suo predecessore, per cui mantenne in carica tutti i ministri di Lincoln.

### Gabinetto ministeriale
Presto il Segretario di Stato Seward rappresentò uno dei membri più influenti dell'intera compagine e il nuovo presidente gli permise di perseguire una politica estera volta all'espansionismo. All'inizio Johnson si appoggiò al segretario alla Guerra Stanton per poter svolgere la politica di "Ricostruzione"; aveva anche una grande stima del segretario alla Marina Welles e di quello del Tesoro McCullough. Ne ebbe meno nei confronti di Dennison, di Speed e di Harlan; tutti e tre finirono col dimettersi nel giugno del 1866, dopo che il presidente aveva rotto tutti i rapporti con i Repubblicani del Congresso. Il sostituto di Speed, Stanberry, emerse come uno dei membri più importanti del Gabinetto, prima di dimettersi a sua volta per poter più agevolmente prendere le difese di Johnson durante il procedimento di impeachment avviato contro di lui. Johnson sospese Stanton dopo il sorgere di seri disaccordi legati alla Ricostruzione, lo sostituì provvisoriamente con il generale dell'esercito unionista Grant. Dopo uno scontro con Grant, Johnson propose la carica a William Tecumseh Sherman, che però rifiutò, e a Lorenzo Thomas, che accettò. Thomas però non ebbe il tempo di entrare in carica, perché proprio durante il processo di messa in stato d'accusa Johnson decise invece di nominare Schofield, come un tentativo di compromesso rivolto ai moderati repubblicani.

### Nomine giuridiche
Johnson nominò nove giudici federali durante la sua presidenza, tutti appartenenti ai tribunali distrettuali; non riuscì a eleggere nessun giudice alla Corte suprema.
| Nome                     | Corte                                              | Inizio servizio attivo | Termine servizio attivo         |
| Samuel M. Blatchford     | New York Meridionale                               | 3 maggio 1867          | 4 marzo 1878                    |
| George Seabrook Bryan    | Carolina del Sud                                   | 12 marzo 1866          | 1º settembre 1886               |
| George Washington Brooks | Carolina del Nord                                  | 19 agosto 1865         | 6 gennaio 1882                  |
| Daniel Clark             | New Hampshire                                      | 27 luglio 1866         | 2 gennaio 1891                  |
| Elmer Scipio Dundy       | Nebraska                                           | 9 aprile 1868          | 28 ottobre 1896                 |
| John Erskine             | Georgia Settentrionale Georgia Meridionale         | 10 luglio 1865         | 25 aprile 1882 1º dicembre 1883 |
| Edward Fox               | Maine                                              | 31 maggio 1866         | 14 dicembre 1881                |
| Robert Andrews Hill      | Mississippi Meridionale Mississippi Settentrionale | 1º maggio 1866         | 1º agosto 1891                  |
| Charles Taylor Sherman   | Ohio Settentrionale                                | 2 marzo 1867           | 25 novembre 1872                |

Nell'aprile del 1866 il procuratore generale Henry Stanberry fu chiamato a riempire il posto vacante lasciato alla Corte Suprema dalla morte di John Catron, ma il Congresso lo bocciò promulgando appositamente per l'occasione la Judicial Circuits Act. Per garantire che Johnson non potesse fare ulteriori nomine, questa legge stabilì che la Corte si sarebbe ridotta dopo un successivo abbandono dalla carica. Il presidente nominò inoltre il suo amico di Greeneville Samuel Milligan presso la Corte di cassazione, dove prestò servizio dal 1868 fino alla sua morte avvenuta nel 1874.
| Nome            | Inizio servizio attivo | Termine servizio attivo |
| Samuel Milligan | 1868                   | 1874                    |

### Emendamenti costituzionali
- 6 dicembre del 1865: l'emendamento costituzionale in sospeso che aboliva la schiavitù e la servitù involontaria, tranne che come punizione per un crimine, ottenne la ratifica dal numero richiesto di Stati (allora 27), diventando così il XIII emendamento[31]. Il Congresso richiese agli ex Stati confederati di ratificarlo come prima condizione per riottenere la rappresentanza a livello federale[32].
- 13 giugno del 1866: il Congresso approvò un emendamento che si occupava dei diritti di cittadinanza e della parità di protezione delle leggi (un equo processo) e lo sottopose alle legislature statali per la ratifica[31].
- 21 luglio del 1868: il Congresso adottò una risoluzione che dichiarava il XIV emendamento come parte della Costituzione e invitava il segretario di Stato William H. Seward alla promulgazione in quanto tale[33]. Si richiese pertanto agli ex Stati confederati di ratificarlo come ulteriore condizione per riconquistare la rappresentanza federale[32].
- 26 febbraio del 1869: il Congresso varò un emendamento che proibiva ai governi federali e statali di negare a un cittadino il diritto di voto sulla base della "razza, il colore della pelle umana o la precedente condizione di servitù" di quel cittadino e lo sottopose ai parlamenti statali per ratificarlo[31].

Quest'ultima disposizione fu ratificata il 3 febbraio del 1870, diventando quindi il XV emendamento.

### Stati riammessi nell'Unione

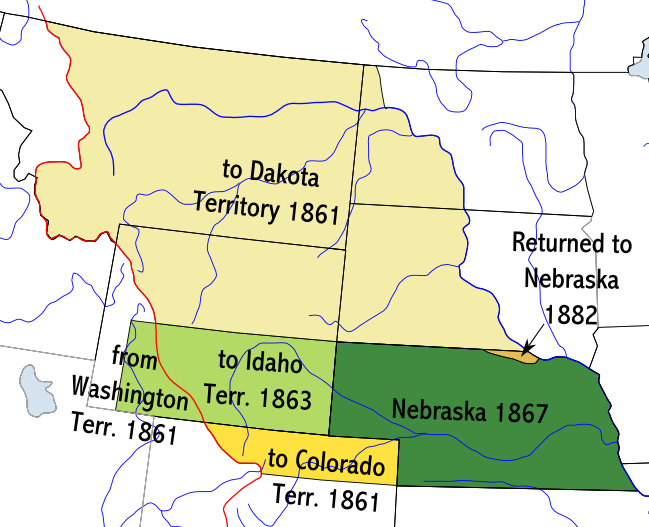
Il territorio del Nebraska dal 1854 al 1867.
Parte del Nebraska passato al territorio del Dakota, 1861
Parte del Nebraska passato al territorio del Colorado, 1861
Parte del Nebraska passato al territorio dell'Idaho, 1863
Parte del territorio del Nebraska che divenne lo stato del Nebraska, 1867
Parte del Dakota annesso dal Nebraska, 1882

- Alabama
- Arkansas
- Carolina del Nord
- Carolina del Sud
- Florida
- Georgia
- Louisiana
- Tennessee

     Parte del Nebraska passato al territorio del Dakota, 1861
     Parte del Nebraska passato al territorio del Colorado, 1861
     Parte del Nebraska passato al territorio dell'Idaho, 1863
     Parte del territorio del Nebraska che divenne lo stato del Nebraska, 1867
     Parte del Dakota annesso dal Nebraska, 1882

### Ammissione del Nebraska
Nel giugno del 1866 gli elettori del territorio del Nebraska approvarono di stretta misura un progetto costituzionale; una delle sue disposizioni limitava il diritto di voto ai maschi bianchi. Una proposta di ammissione venne poi presentata al Congresso, ove fu adottata poco prima che la sessione si chiudesse a fine luglio, e nonostante alcune resistenze da parte dei Repubblicani i quali si opposero alla clausola del suffragio esclusivamente bianco; i Democratici invero si dimostrarono prudenti nel concedere la cittadinanza a un'altra "fortezza repubblicana". Il presidente pose il veto mentre il Congresso si aggiornò.
La questione si riaprì poco dopo la riapertura della sessione del Congresso, a dicembre. Questa volta tuttavia un emendamento proposto dal senatore George Franklin Edmunds condizionava la trasformazione in Stato all'accettazione da parte del territorio del Nebraska di un divieto di restrizioni di voto sulla base della razza o del colore della pelle umana. Esso trovò il sostegno dei radicali e degli altri repubblicani che speravano d'imporre condizioni simili anche agli ex Stati confederati. Provocò però la reazione dei democratici e di Johnson, che si opposero alla condizione adducendo motivazioni costituzionali; sostennero che il governo federale non poteva infrangere il potere degli Stati di stabilire autonomamente le qualifiche per il suffragio. La questione divenne un affare inerente al federalismo nazionale, ma anche una guerra aperta tra il presidente e il Congresso; nonostante le obiezioni, la legge di ammissione del Nebraska venne adottata nel gennaio del 1867. Johnson mise il veto sulla misura il mese stesso. Meno di due settimane dopo, entrambe le camere votarono per superare il veto grazie a maggioranze qualificate. Il parlamento del territorio del Nebraska accettò rapidamente la condizione imposta, eliminano così le restrizioni razziali sul diritto di voto.

 Nebraska - Dal 1º marzo del 1867 in qualità di 37° Stato federato.
Il Nebraska divenne il primo (e a tutt'oggi l'unico) Stato a essere ammesso negli Stati Uniti d'America nonostante un veto presidenziale.

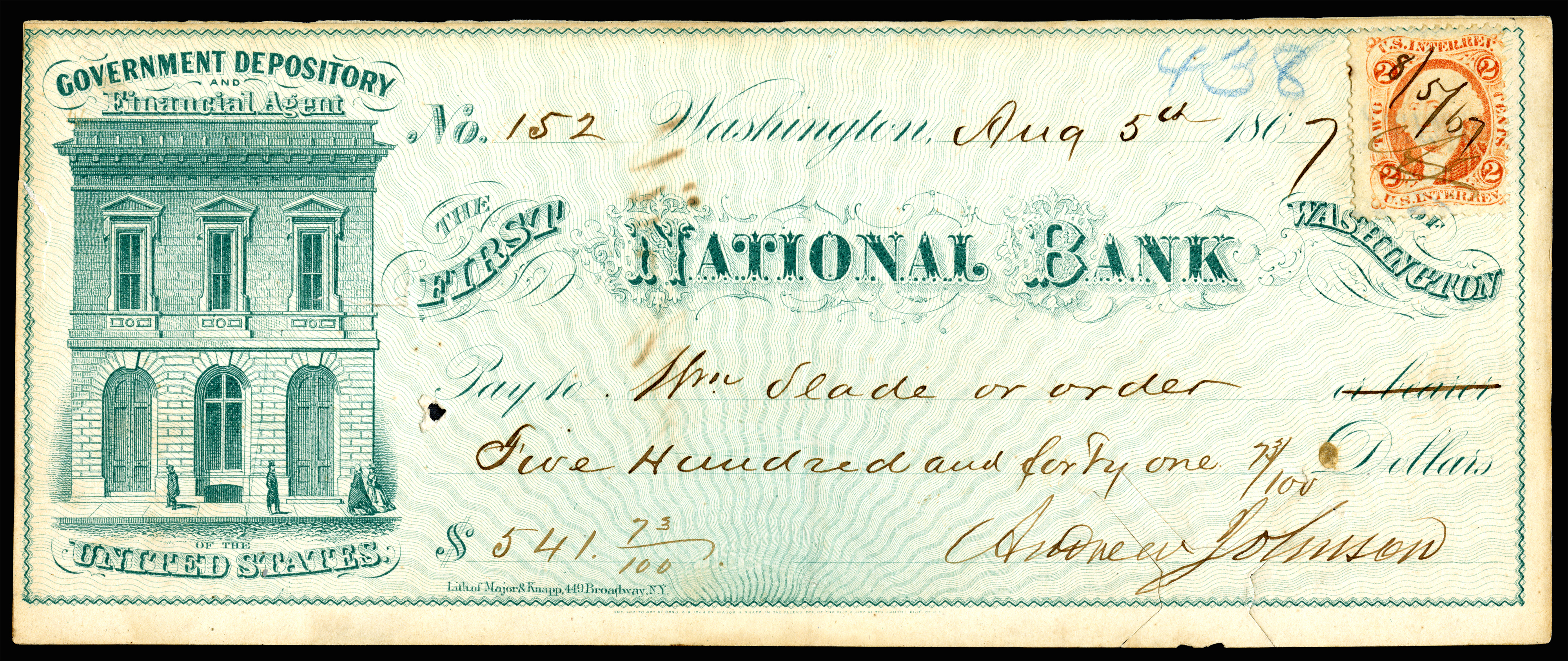
Un assegno firmato dal presidente A. Johnson.

### Altre politiche interne
Nel giugno del 1866 il presidente controfirmò la legge Southern Homestead, un provvedimento inteso ad aiutare i bianchi poveri; circa 28.000 assegnazioni di terra furono in tal modo perfezionate, anche se assai pochi ex schiavi ne beneficiarono, le frodi numerose e gran parte della terra migliore andò alle società ferroviarie. Nel giugno 1868, Johnson firmò una legge che stabiliva una giornata lavorativa di otto ore per i lavoratori manuali e i meccanici impiegati dal governo federale. Sebbene il presidente avesse dichiarato pubblicamente di non potersi impegnare direttamente per una legge sulle otto ore, tuttavia disse anche che avrebbe favorito il "minor numero di ore in linea con gli interessi di tutti". Secondo l'autore Richard F. Selcer le buone intenzioni che stavano dietro la legge furono quasi "immediatamente frustrate" dal momento che i salari furono ridotti del 20%.

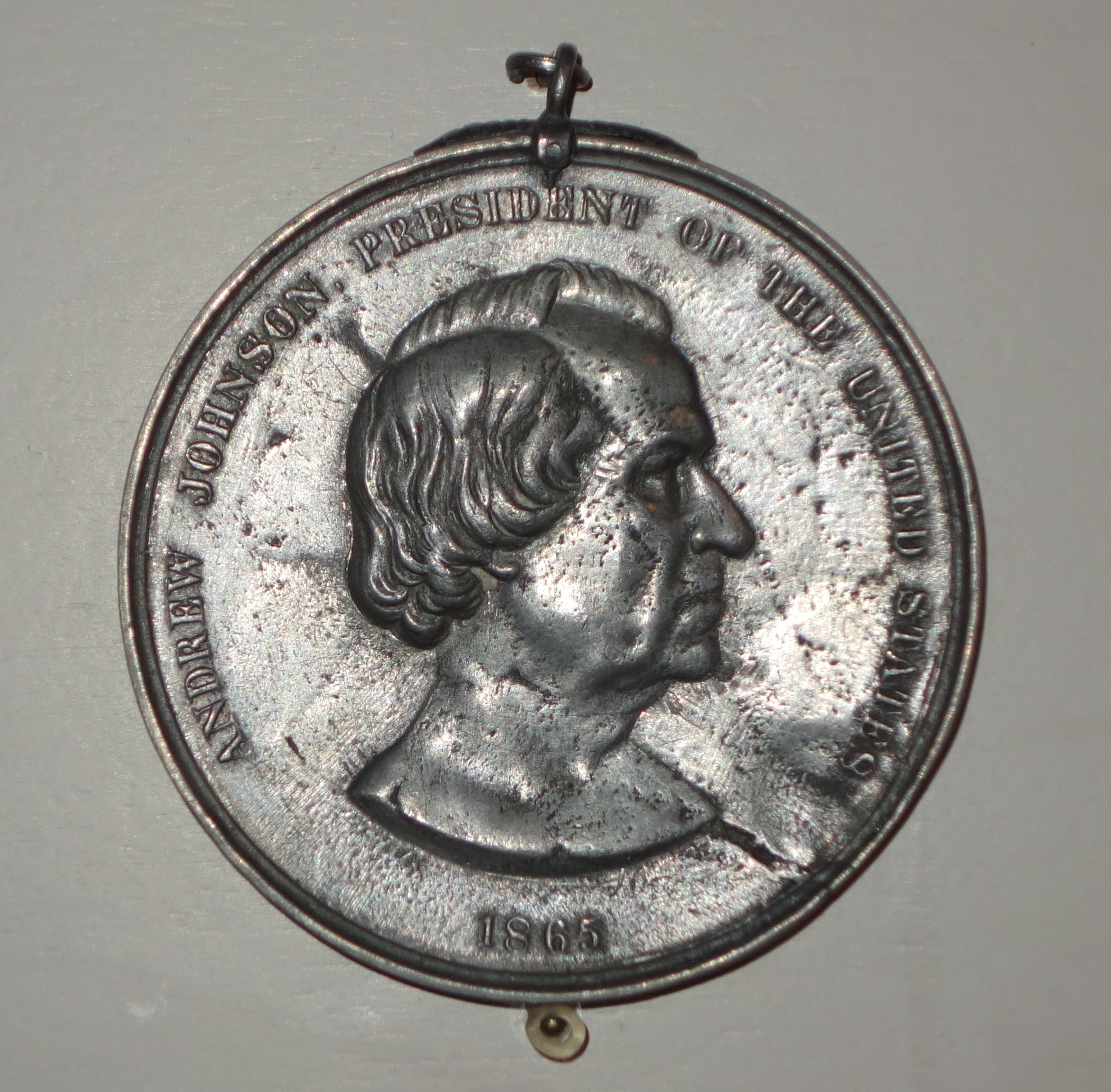
Medaglia indiana della pace assegnata in memoria del presidente.

## Ricostruzione
Con la fine della guerra civile Johnson dovette affrontare la questione inerente al governo degli ex Stati ribelli. Lincoln aveva autorizzato la formazione di governi lealisti in Virginia, Arkansas, Louisiana e Tennessee, controllati perciò dall'Unione; sostenne inoltre il "piano del 10%": se almeno il 10% degli elettori di uno Stato ribelle avessero prestato giuramento di fedeltà, sarebbe stato consentito allo Stato di recuperare l'autonomia. Molti radicali al Congresso considerarono ciò troppo indulgente, presentarono la proposta di legge detta Wade-Davis Bill, che richiedeva che fosse la maggioranza degli elettori a dover pronunciare il giuramento di fedeltà alla nazione; la legge fu approvata da entrambe le Camere congressuali nel 1864, ma Lincoln vi pose il proprio veto.
Al momento della successione da parte di Johnson, il Congresso consisteva in tre fazioni principali: i repubblicani radicali che cercavano di estendere il diritto di voto e gli altri diritti civili a tutti gli afroamericani; erano convinti che i liberti potessero votare per loro, come ricompensa, e questi voti neri avrebbero potuto mantenere i Repubblicani al potere, marginalizzando i Democratici al Sud. Propugnavano un severo trattamento dei Confederati. La seconda fazione era dei repubblicani moderati, non erano altrettanto entusiasti all'idea di concedere il suffragio agli ex schiavi quanto i radicali, sia per le proprie preoccupazioni locali dirette sia perché credevano che i liberti avrebbero potuto usare male il nuovo diritto di voto. Infine, vi erano i Democratici del Nord, i quali tentarono di favorire il restauro incondizionato degli Stati del Sud; non sostennero il suffragio afroamericano in quanto avrebbe potuto minacciare il controllo dei Democratici al Sud.

### Ricostruzione presidenziale
Johnson fu inizialmente da solo a stabilire la politica della Ricostruzione, poiché il Congresso non era in sessione e la sua prossima riunione sarebbe stata a dicembre. A seguito della guerra civile, i sudisti erano disposti ad accettare grandi cambiamenti, come il suffragio degli ex schiavi, in cambio di un rapido e organizzato ritorno all'unità nazionale; per il presidente gli Stati del Sud non avevano mai veramente abbandonato l'Unione e, con la ribellione definitivamente sconfitta, pensò che il Sud dovesse riprendere il proprio posto da eguale. Nonostante le motivazioni addotte da molti afroamericani e repubblicani del Congresso, Johnson considerò la questione del suffragio come relativa ai singoli Stati e non era interessato a utilizzare i poteri federali per imporre cambiamenti sostanziali sul Sud sconfitto. Decise pertanto di organizzare i governi statali in tutto il meridione, imponendo assai poche condizioni. Il 9 maggio 1865 riconobbe Francis Harrison Pierpont quale governatore della Virginia, mentre il 29 maggio nominò William Woods Holden come governatore della Carolina del Sud; successivamente elesse governatori unionisti per gli altri ex Stati confederati. Non si preoccupò delle loro precedenti affiliazioni politiche o ideologiche, concentrandosi invece solo sulla loro specchiata fedeltà all'Unione.

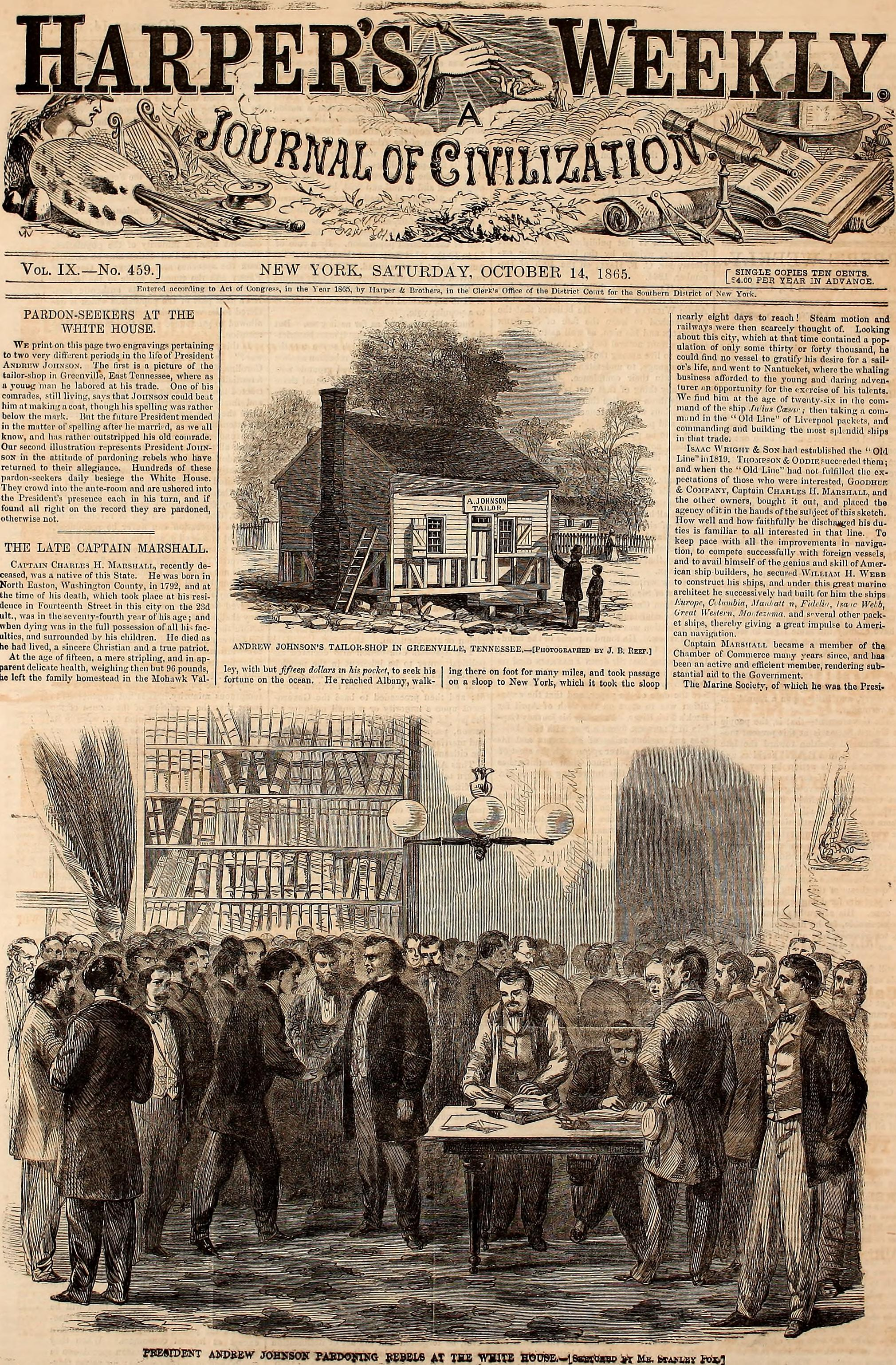
Il presidente offre il perdono ai ribelli invitandoli direttamente alla Casa Bianca (Harper's Weekly del 14 ottobre 1865).

Chiese che i governatori incoraggiassero la ratifica del XIII emendamento, la rinuncia alle ordinanze di secessione e al debito confederato. Tali azioni diventarono terreno di sfida con i leader repubblicani che temevano che il presidente cercasse di porre fine alla Ricostruzione prima che il Congresso si tornasse a riunire.
Oltre a ripristinare rapidamente i governi statali, Johnson tentò anche di ripristinare la proprietà e i diritti civili dei meridionali bianchi. Il 29 maggio offrì un'amnistia alla maggior parte degli ex confederati; non comprendeva gli alti funzionari militari e civili, i criminali di guerra e quelli con proprietà imponibili maggiori di 20.000 dollari. Perdonò tuttavia numerosi individui che cercarono clemenza direttamente presso di lui. A settembre annullò un provvedimento del "Freedmen's Bureau" che aveva concesso la terra requisita agli ex schiavi che avessero iniziato a coltivarla; Johnson invece ritenne che quei terreni dovessero ritornare ai loro proprietari precedenti.
I governatori del Sud nominati dal presidente istituirono convenzioni statali che organizzarono nuovi governi e indissero le elezioni; in queste gli ex secessionisti emersero trionfanti. I governi così installatisi iniziarono subito ad approvare severi "Codici neri" che ripristinavano virtualmente la schiavitù; Johnson si rifiutò d'interferire credendo che tali questioni fossero di competenza statale piuttosto che federale.
Con il rapido ripristino del Sud, il programma di ricostruzione presidenziale del 1865 estingueva la speranza di estendere il diritto di voto ai neri, poiché i bianchi meridionali ritornati al potere non avrebbero accettato modifiche pesanti allo "status quo" di prima della guerra.

### Scontro con il Congresso
Il Congresso, riprese le proprie funzioni, si rifiutò di far insediare i parlamentari provenienti dal Sud ed eletti da governi istituiti sotto Johnson; ma in altre questioni fu riluttante a fronteggiare il presidente e inizialmente cercò solo di migliorare i suoi provvedimenti. Secondo il biografo Trefousse "se c'era un momento in cui Johnson avrebbe potuto giungere ad un accordo con i moderati del Partito Repubblicano, era il periodo successivo al ritorno del Congresso". Prima della fine di gennaio del 1866 Johnson si convinse che la vittoria in uno scontro con i repubblicani radicali fosse necessaria per i propri piani politici, sia per il successo della ricostruzione sia per la rielezione nel 1868. Avrebbe preferito che il conflitto sorgesse sulle proposte di legge per affrancare gli afroamericani a Washington, una proposta che era già stata sconfitta in gran parte attraverso un referendum indetto per i soli bianchi. Un progetto di legge in tal senso fu approvato dalla Camera ma bloccato al Senato prima che Johnson potesse porvi il veto.

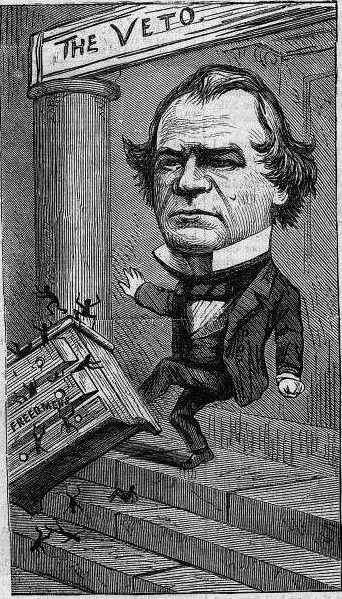
Il presidente grazie al diritto di veto getta il "Freedmen's Bureau" a calci fuori dalla Casa Bianca. Illustrazione di Thomas Nast.

Il senatore Lyman Trumbull, capo dei repubblicani moderati e presidente del comitato giudiziario, era ansioso di raggiungere un accordo di compromesso col presidente; avviò al Congresso un disegno di legge per estendere le funzioni del "Freedmen's Bureau" oltre il periodo previsto per la sua abolizione nel 1867 ed un primo progetto sui diritti civili, per concedere la cittadinanza statunitense a tutti i neri liberati. I due s'incontrarono più volte e Trumbull si convinse che il presidente avrebbe controfirmato le sue misure. Questi invece si oppose a entrambe, con la motivazione che fossero palesi violazioni dell'autonomia e della sovranità degli Stati; le due proposte inoltre risultavano impopolari tra i bianchi meridionali, che Johnson sperava di poter presto includere nella sua nuova formazione politica. Il presidente pose il veto sulla legge di estensione del "Freedmen's Bureau" il 18 febbraio del 1866, scatenando la soddisfazione dei bianchi del Sud e la rabbia perplessa dei parlamentari repubblicani; egli si considerò ancor più nel giusto quando il tentativo di superare il suo veto fallì al Senato il giorno seguente.
Johnson credette che i radicali si sarebbero a quel punto trovati isolati e sconfitti e che i moderati si sarebbero schierati dalla sua parte; non comprese invece che anche i moderati volevano vedere gli afroamericani trattati in una maniera equanime. Il 22 febbraio, festa in onore di George Washington, Johnson declamò un discorso improvvisato davanti ai sostenitori che erano sfilati fino alla Casa Bianca chiedendogli un messaggio in onore di Washington. Il comizio durò un'ora e il presidente invece di commemorare uno dei primi Padri fondatori si riferì a se stesso per più di 200 volte; ma ancora più dannoso per lui fu parlare anche di "uomini ancora contrari all'Unione" nei cui confronti non poteva estendere la mano dell'amicizia che aveva invece porto al Sud. Quando venne stimolato dalla folla presente a dire chi fossero, Johnson nominò Thaddeus Stevens, deputato repubblicano della Pennsylvania, Charles Sumner, senatore repubblicano del Massachusetts, e l'abolizionista Wendell Phillips; li accusò di star tramando per commettere il suo assassino. I repubblicani considerarono tale comportamento come un'esplicita dichiarazione di guerra, mentre un alleato democratico stimò che un simile discorso fosse alla fine costato al Partito non meno di 200.000 voti nelle elezioni di medio termine del settembre seguente.

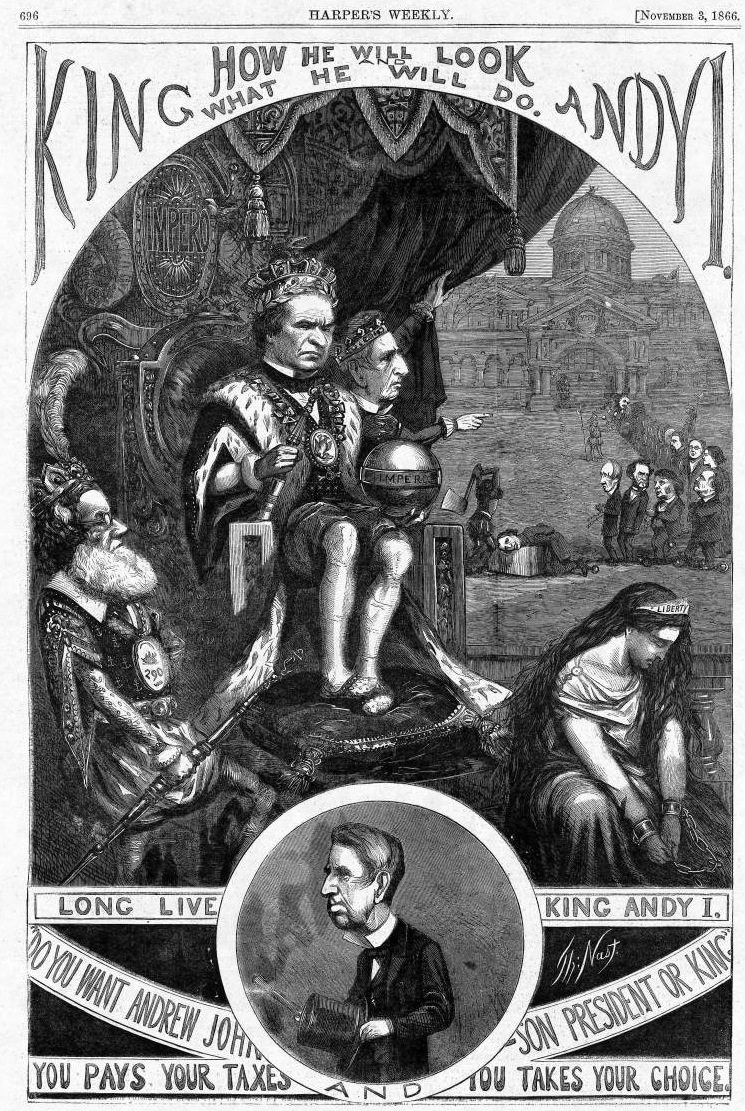
Vignetta satirica di Thomas Nast precedente alle elezioni di medio termine del 1866. Il presidente (raffigurato come re), osserva il suo Gran Visir, il segretario di Stato William H. Seward il quale segnala l'esecuzione avvenuta dell'avversario di Johnson, il deputato Thaddeus Stevens, con la testa sul blocco. Dietro di questi un certo numero di avversari di Johnson attendono l'esecuzione, compreso lo stesso Nast (con il quaderno degli schizzi). Seward è di nuovo visto, nell'inserto, con la scritta "vuoi il presidente o il re Andrew Johnson?" con le ferite riportate a seguito dell'attentato da lui subito la notte stessa dell'assassinio di Abraham Lincoln.

I moderati votarono convintamente a favore della legge sui diritti civili del 1866; Johnson ruppe con loro in maniera decisiva quando vi pose il veto il 27 marzo. Nel messaggio inviato per l'occasione spiegò di opporsi alla misura in quanto questa avrebbe conferito la cittadinanza ai liberti in un momento in cui undici Stati su 36 non erano adeguatamente rappresentati nel Congresso: concluse affermando che essi subivano una discriminazione a favore degli afroamericani e dei bianchi nordisti. Nel giro di tre settimane il Congresso aveva scavalcato il suo veto, la prima volta che accadeva su un provvedimento importante. Proprio il veto posto sulla legge per i diritti civili viene molto spesso visto come uno degli errori fondamentali della presidenza Johnson; il fatto convinse anche i moderati che non vi era alcuna speranza di poter lavorare proficuamente con lui. Lo storico Eric Foner interpreta il caso come "il disastroso errore di calcolo della sua carriera politica". Secondo Stewart, il veto fu solo il primo di molti altri errori e produsse un tono di confronto e scontro perpetuo con il Congresso, il quale prevalse poi per tutto il resto della sua presidenza; il Congresso approvò nuovamente la Freedmen's Bureau Act e per la seconda volta il presidente vi si oppose, stavolta però il suo veto venne superato.
Nonostante questa vittoria, anche alcuni repubblicani che avevano sostenuto gli obiettivi della legge sui diritti civili cominciarono a dubitare che il Congresso possedesse davvero il potere costituzionale di trasformare tali proposte in legge federale a cui si sarebbero dovuti piegare i singoli Stati. L'esperienza incoraggiò sia i radicali sia i moderati a ricercare garanzie costituzionali per imporre i diritti dei neri piuttosto che affidarsi a maggioranze politiche temporanee. Alla fine del 1865 il "Comitato misto per la Ricostruzione" propose un emendamento costituzionale il quale affermava che a nessun cittadino avrebbe mai potuto essere proibito il diritto di voto sulla base della "razza" di appartenenza da parte di uno Stato; se ciò si fosse verificato, la rappresentanza di quello Stato non sarebbe più stata riconosciuta. Approvato dalla Camera, venne invece bloccato al Senato dalla coalizione radicale capeggiata da Charles Sumner, considerando la proposta come un "compromesso sbagliato", mentre i Democratici erano contrari poiché concedeva i diritti civili ai neri. L'attenzione si rivolse quindi a un progetto del deputato John Armor Bingham che avrebbe consentito al Congresso di salvaguardare "la parità di protezione della vita, della libertà e della proprietà" di tutti i cittadini; questa proposta non trovò il tempo di passare alla Camera. Nell'aprile del 1866 il "Comitato misto" trasmise al Congresso una terza proposta, un compromesso accuratamente negoziato che combinava elementi sia del primo che del secondo progetto, affrontando inoltre le questioni del debito confederato e del diritto di voto per i suoi ex appartenenti. La Camera approvò la risoluzione alcune settimane dopo inviandone il testo così raggiunto al Senato; qui venne discussa e furono proposte varie modifiche, per essere adottata l'8 giugno con un voto di 33 a 11. La Camera ratificò le modifiche apportate dal Senato il giorno 13 con un voto di 138 a 36. Una risoluzione congiunta che chiedeva al presidente di trasmettere la proposta del XIV emendamento costituzionale ai dirigenti dei vari Stati fu approvata quello stesso giorno. Johnson era fermamente contrario alla proposta, che considerava in aperta contraddizione con la politica adottata dalla propria amministrazione; utilizzò tutta la sua influenza per far cadere la misura. Nonostante ciò, il nuovo emendamento passò il vaglio di entrambe le camere e fu formalmente proposto agli Stati. Né l'emendamento né la risoluzione comune che lo proponeva richiedevano l'approvazione presidenziale prima di passare agli Stati.

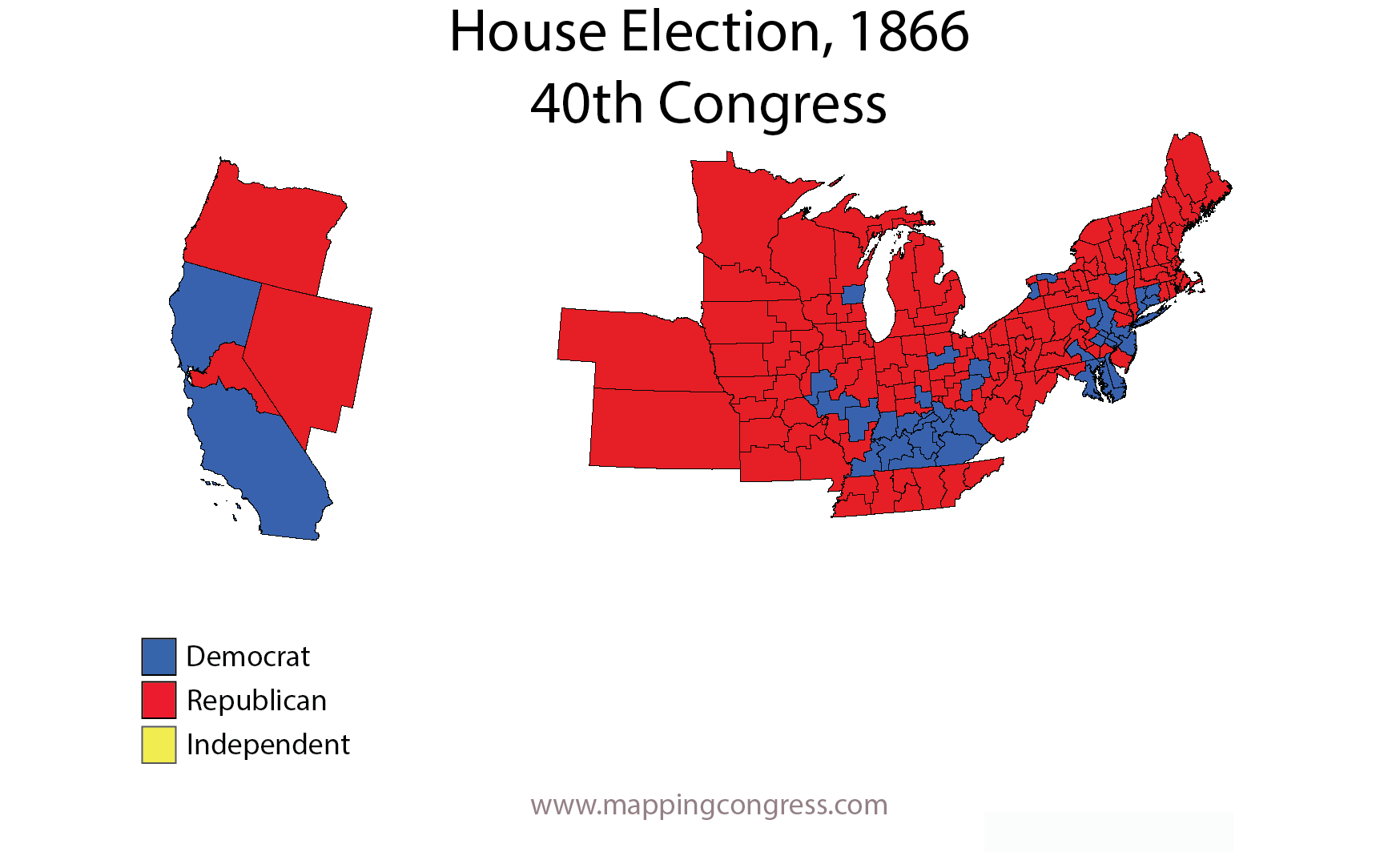
Risultati elettorali per il 40º Congresso: rosso-Repubblicani; blu-Democratici; giallo-Indipendenti.

### Elezioni di medio termine del 1866
Di fronte all'opposizione congressuale, il presidente cercò di accrescere il numero dei parlamentari suoi sostenitori nelle elezioni di metà mandato. Nell'agosto del 1866 Johnson tenne la Convention dell'Unione nazionale, utilizzando la stessa etichetta adottata dagli stessi Repubblicani nel corso della campagna per le elezioni presidenziali del 1864. Dopo la convenzione, intraprese una vigorosa campagna elettorale partendo per un giro di conferenze, comizi e dibattiti, conosciuto come "Swing Around the Circle" (giro lungo il cerchio). Il viaggio, compresi i discorsi pronunziati a Chicago, Saint Louis, Indianapolis e Columbus, si dimostrò politicamente disastroso, col presidente che faceva confronti discutibili tra se stesso e Gesù Cristo e impegnandosi in battibecchi polemici con i disturbatori via via presenti; questi scambi verbali, a volte anche accesi, furono considerati non adeguati alla dignità di un presidente. I Repubblicani vinsero con una larga maggioranza, raggiungendo quasi i due terzi del Congresso; poterono così cominciare a stabilire piani autonomi per l'Era della Ricostruzione.

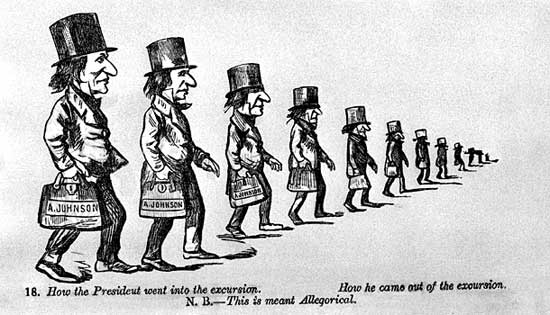
Un fumetto che raffigura la perdita di forza politica di Johnson nel corso del "Swing Around the Circle"; man mano che avanza la sua forza rimpicciolisce.

Johnson accusò i Democratici di non aver dato un adeguato sostegno al suo movimento.

### Ricostruzione dei Radical
Ritornato a operare a dicembre, il Congresso iniziò la propria strategia legislativa, spesso sottoposta al veto presidenziale. Il Nebraska fu ammesso all'Unione vincendo il veto. Un'altra legge approvata nonostante l'opposizione del presidente dava il diritto di voto ai neri a Washington. Il "no" di Johnson su un disegno di legge sull'ammissione del territorio del Colorado ebbe invece successo; un buon numero di senatori convennero sul fatto che un distretto con una popolazione di 30.000 abitanti non fosse ancora degno di essere trasformato in uno Stato.
Il XIV emendamento non era ancora stato ratificato da nessuno degli Stati meridionali o di confine, ad eccezione del Tennessee. Nel gennaio del 1867 il deputato repubblicano Thaddeus Stevens presentò un disegno di legge che chiedeva lo scioglimento degli Stati del Sud e la loro attribuzione a cinque distretti militari sottoposti alla legge marziale; gli Stati avrebbero quindi dovuto ripartire nel loro cammino istituzionale tenendo assemblee costituzionali. Gli afroamericani avrebbero potuto votare e diventare delegati, mentre al contrario gli ex confederati ne sarebbero stati impossibilitati. Nel corso della discussione, il Congresso aggiunse al disegno che il ripristino nell'Unione sarebbe arrivato solo dopo la ratifica del XIV emendamento. Johnson e i sudisti tentarono un compromesso sulla base del quale il Sud avrebbe accolto una versione modificata della legge senza la squalifica degli ex confederati e col suffragio nero limitato. I repubblicani però insistettero sulla formulazione della proposta di legge, chiamata a quel punto "First Reconstruction Act", rendendo vana ogni possibilità d'accordo. Il presidente pose il veto il 2 marzo 1867; il Congresso rivotò con la maggioranza qualificata necessaria all'approvazione definitiva quello stesso giorno. Promulgò inoltre una legge che faceva continuare i lavori congressuali invece di dover attendere fino al dicembre successivo.
     1° -  Virginia
     2° -  Carolina del Nord -  Carolina del Sud
     3° -  Florida -  Georgia -  Alabama
     4° -  Mississippi -  Arkansas
     5° -  Texas -  Louisiana

Mappa dei cinque distretti posti sotto il controllo dei militari stabiliti dalla First Reconstruction Act del 1867.
1° -
2° - -
3° - - -
4° - -
5° - -

La prima legge sulla Ricostruzione fu il perno della strategia legislativa dei Repubblicani radicali per la Ricostruzione, poiché il Congresso si riprendeva l'iniziativa anche in contrasto con Johnson. Sebbene il presidente avesse ancora il potere di dare ordini all'esercito e al "Freedmen's Bureau", la prima legge sulla Ricostruzione stabilì l'autorità del Congresso a proteggere i diritti degli afroamericani e a impedire agli ex confederati di recuperare il controllo politico. In seguito all'approvazione della legge, gli afroamericani iniziarono a partecipare in massa alle elezioni, per la prima volta; la percentuale di adulti maschi neri registrati sulle liste elettorali passò dallo 0,5% a dicembre 1866 all'80,5% a dicembre 1867; tutto l'incremento veniva dagli Stati ex confederati. Poiché il Partito Democratico era dominato da bianchi ostili al diritto di voto per i neri, gli afroamericani votarono massicciamente per il Partito Repubblicano. Un'altra disposizione della prima legge sulla Ricostruzione stabilì la nomina di comandanti militari per i cinque distretti che coprivano gli ex Stati confederati tranne il Tennessee. Dopo essersi consultato con Ulysses S. Grant, il presidente nominò i generali John Schofield, Daniel Sickles, John Pope, Edward Ord e Philip Henry Sheridan
Una delle prime azioni intraprese dal nuovo Congresso, insediatosi a marzo, fu quella di approvare la seconda legge sulla Ricostruzione, scavalcando ancora una volta il veto di Johnson. La legge previde la registrazione sulle liste elettorali solo di quegli elettori che avrebbero potuto dimostrare la loro fedeltà all'Unione, e la convocazione di convenzioni statali per creare nuovi governi.
Il procuratore generale Henry Stanberry affermò che i governi istituiti dal presidente erano i legittimi depositari del potere, anziché quelli militari insediati grazie alla legge votata dal Congresso. Estremamente irritato da questa affermazione di sfida, il Congresso si riunì a luglio per approvare la terza legge sulla Ricostruzione. Essa stabilì la supremazia dei governi militari dando loro il potere di rimuovere i funzionari statali dalla carica; dopo che il segretario alla Guerra Edwin M. Stanton si oppose alla decisione di Johnson di porre il veto sul procedimento, questi decide di rimuoverlo dall'incarico, mettendo in scena una battaglia che avrebbe consumato gran parte della seconda metà della sua amministrazione.
Il Congresso approvò la quarta legge di Ricostruzione il 27 febbraio 1868. Quando Johnson nuovamente si rifiutò di firmarlo, il Congresso scavalcò il presidente e lo fece diventare legge già l'11 marzo; essa prevedeva che la ratifica delle nuove costituzioni statali nel Sud fosse valida con l'approvazione della maggioranza dei votanti, anziché della maggioranza degli aventi diritto al voto com'era in precedenza. Fu così che entro il 21 luglio sette Stati meridionali (Arkansas, Florida, Carolina del Nord, Louisiana, Carolina del Sud, Alabama e Georgia) adottarono nuove Costituzioni, formarono nuovi governi e ratificarono il XIV emendamento, aprendo così la strada alla loro riammissione nell'Unione. La Virginia attese fino all'ottobre 1869, seguita da Mississippi e Texas nel 1870.

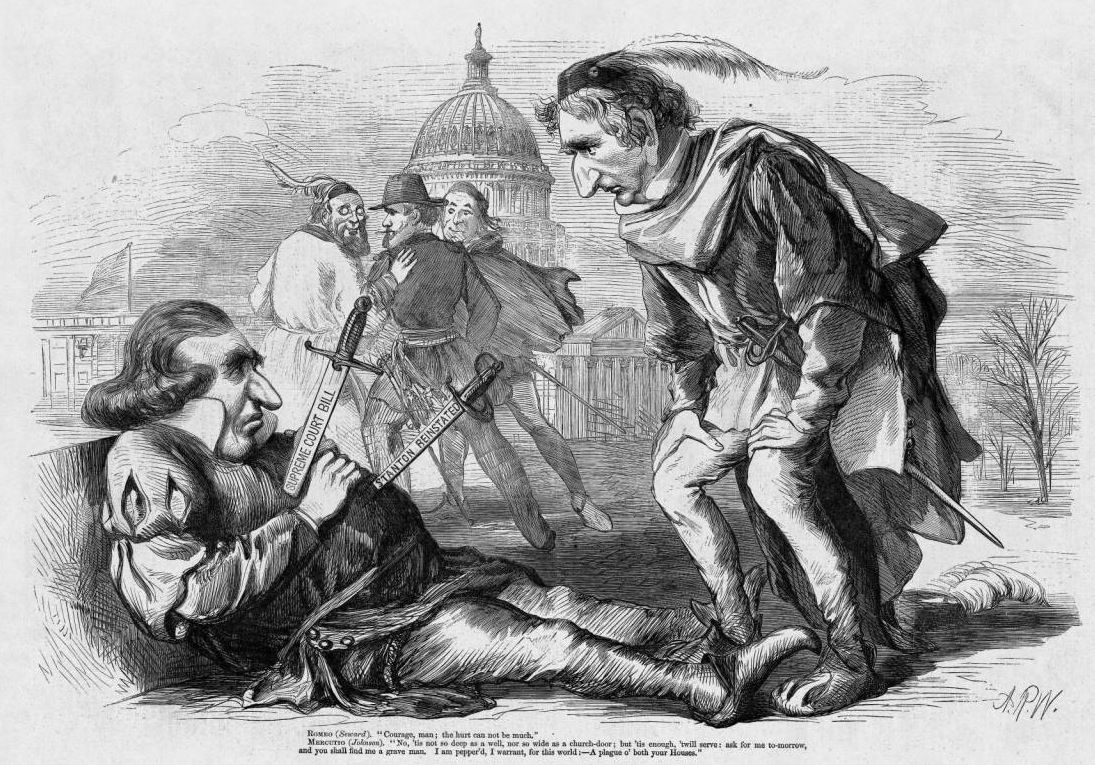
Johnson (a sinistra) mentre in veste di Mercuzio desidera l'esplosione di una pestilenza su entrambe le Camere del Congresso, mentre Romeo Montecchi (William H. Seward) si china su di lui.

## Messa in stato d'accusa

### Disaccordi con Stanton e sua rimozione
Il 2 marzo 1867 il Congresso approvò la proposta di legge detta Tenure of Office Act, in risposta alle dichiarazioni rilasciate da Johnson durante la campagna del 1866 in cui disse che aveva in programma di rimuovere i membri del proprio governo che non si fossero dimostrati d'accordo con le sue opinioni. Questa legge richiedeva l'approvazione del Senato per la rimozione dei ministri durante il mandato del presidente che li aveva nominati; fu tuttavia immediatamente molto discussa, poiché alcuni senatori dubitavano della sua costituzionalità e del fatto che fosse applicabile a Johnson, i cui ministri erano stati in gran parti nominati per la prima volta da Lincoln.
Il segretario alla Guerra Edwin M. Stanton era un uomo capace e laborioso, ma difficile da gestire. Il presidente ammirava Stanton ma finì col rimanerne esasperato; Stanton, in combinazione con il comandante generale Grant, lavorava per indebolire la politica presidenziale molto conciliante con gli ex confederati. Johnson prese in considerazione la possibilità di rimuovere Stanton, ma continuò a rispettarlo per il suo servizio svolto in tempo di guerra; Stanton da parte sua temeva di offrire l'occasione al presidente di nominare il proprio successore e si rifiutava di dimettersi, nonostante i suoi gravi dissapori espressi pubblicamente. Il nuovo Congresso si riunì per alcune settimane nel marzo del 1867, poi venne rinviato, lasciando però attiva una commissione della Camera con pieni poteri giudiziari; essa fu incaricata di riferire se vi fossero dei motivi sufficienti e validi per imputare Johnson.

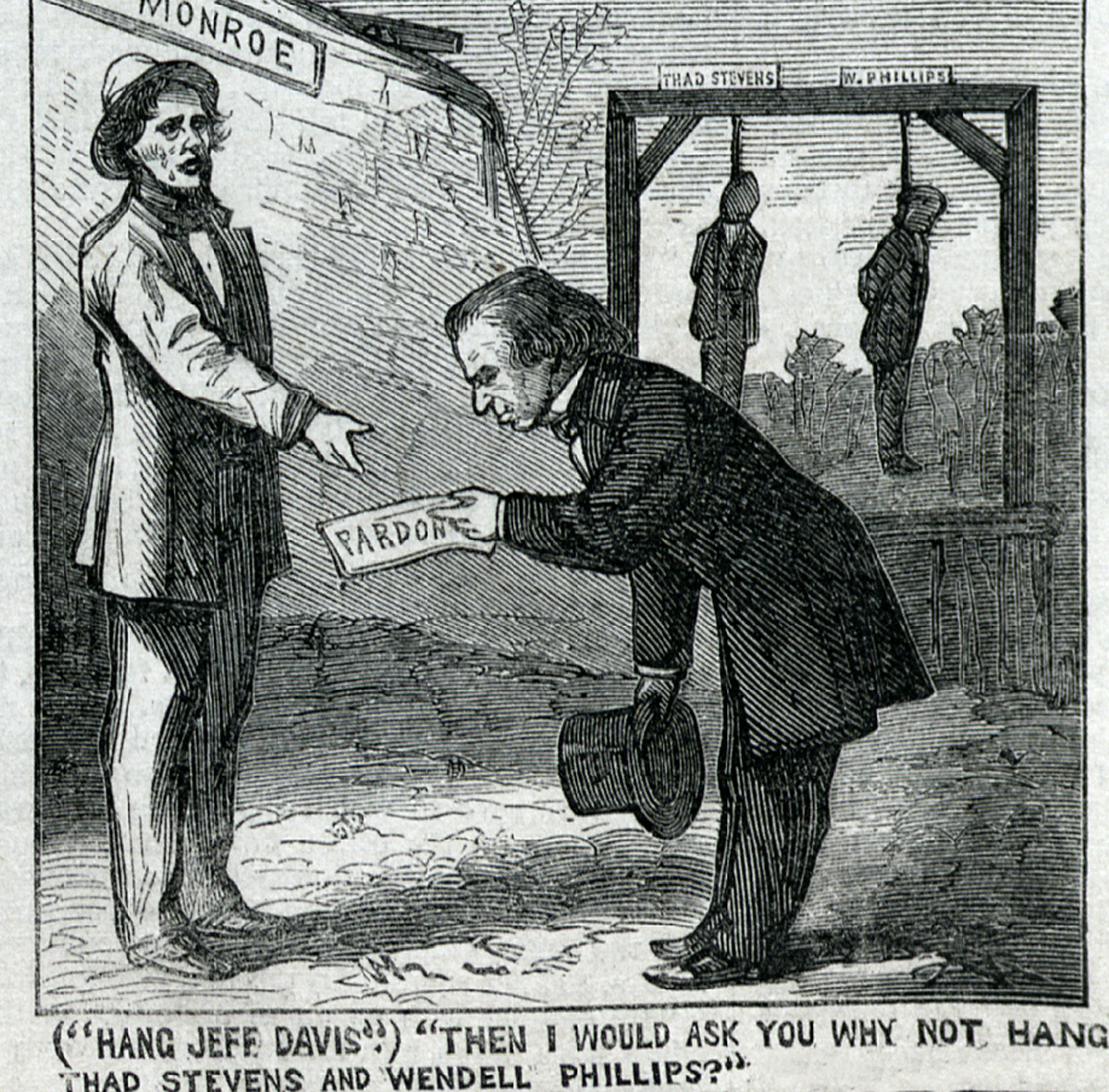
Fumetto politico. Il presidente concede il perdono a Jefferson Davis (poi imprigionato a Fort Monroe) mentre Thaddeus Stevens e Wendell Phillips sono in sottofondo, impiccati. Il dialogo è frutto degli scambi polemici senza freni svoltisi tra Johnson e i suoi oppositori durante il suo viaggio del 1866, lo "Swing Around the Circle".

Questa commissione si riunì debitamente, esaminò i conti bancari del presidente e convocò i membri del governo per testimoniare. Quando un tribunale federale rilasciò su cauzione l'ex presidente confederato Jefferson Davis il 13 maggio (era stato catturato poco dopo la guerra), il comitato esaminò se Johnson ne avesse impedito il processo. Apprese così che Johnson era desideroso di farlo scagionare. Una maggioranza bipartitica votò pertanto la richiesta di impeachment; la commissione venne sospesa il 3 giugno.
Più tardi il presidente e Stanton si scontrarono sulla questione se gli ufficiali militari posti al comando del Sud potessero scavalcare le autorità civili. Johnson ebbe dalla sua parte il procuratore generale Henry Stanberry, che espresse un parere pubblico a sostegno della posizione. Il presidente cercò di rintracciare Stanton per indurlo a difendere la posizione assunta dal collega di governo, o di contro, per costringerlo alle dimissioni. Stanton allora incominciò a evitare le riunioni e anche le comunicazioni scritte. Quando il Congresso si riunì nuovamente a luglio, approvò una legge di Ricostruzione in antitesi con la posizione di Johnson, attese che il presidente ponesse il veto, votò per annullarlo e si sciolse. Oltre a chiarire i poteri degli ufficiali militari, la legge privò anche il presidente del controllo sull'esercito nel Sud. Con il Congresso in pausa fino a novembre, Johnson decise di rimuovere Stanton e degradare uno dei comandanti militari, il generale Philip Henry Sheridan, che aveva estromesso con la forza il governatore del Texas James W. Throckmorton per installare al suo posto un sostituto con un assai scarso sostegno popolare, Elisha M. Pease. All'inizio fu scoraggiato dall'opposizione di Grant. Il 5 agosto il presidente chiese comunque formalmente le dimissioni di Stanton; il segretario rifiutò. Johnson lo sospese in attesa della prossima riunione del Congresso, così come prescritto e consentito dalla Tenure of Office Act; Grant accettò di fungere da sostituto temporaneo mentre continuava a guidare l'Esercito.
Grant, sotto pressione, eseguì l'ordine di Johnson di trasferire Sheridan e un altro dei comandanti del distretto, Daniel Edgard Sickles, che aveva irritato Johnson seguendo con fermezza il piano del Congresso. Sickles e Sheridan furono sostituiti rispettivamente da Edward Canby e da Winfield Scott Hancock. In seguito il presidente volle sostituire Edward Ord con Alvan Cullem Gillem e John Pope con George G. Meade. Emise anche un proclama ufficiale tramite il quale veniva concesso il perdono alla maggior parte dei confederati, esentando solo coloro che si erano insediati sotto la Confederazione o che avevano prestato servizio in un ufficio federale prima della guerra e avevano quindi violato i loro giuramenti di fedeltà.
Anche se i Repubblicani espressero con rabbia la loro contrarietà a tali provvedimenti, le elezioni locali del 1867 furono in genere favorevoli ai Democratici. Non era in palio nessun seggio congressuale, ma i Democratici presero il controllo dell'Assemblea Generale dell'Ohio mettendo in tal modo in dubbio la rielezione di uno dei più forti oppositori di Johnson, il senatore Benjamin Wade. Gli elettori dell'Ohio, del Connecticut e del Minnesota nel frattempo respinsero le proposte di garanzia del diritto di voto agli afroamericani. I risultati avversi fermarono momentaneamente il tentativo repubblicano di mettere in stato di accusa il presidente, il quale era invece esaltato dai risultati. Tuttavia, una volta che il Congresso si riunì a novembre, il Comitato Giudiziario cambiò nuovamente direzione e approvò una risoluzione di impeachment contro Johnson. Dopo un lungo dibattito sull'eventualità che il presidente avesse commesso un qualche crimine o delitto di alto tradimento, che costituiva la procedura costituzionale, la risoluzione fu sconfitta dalla Camera dei rappresentanti il 7 dicembre 1867 con 57 voti a favore e 108 contrari.

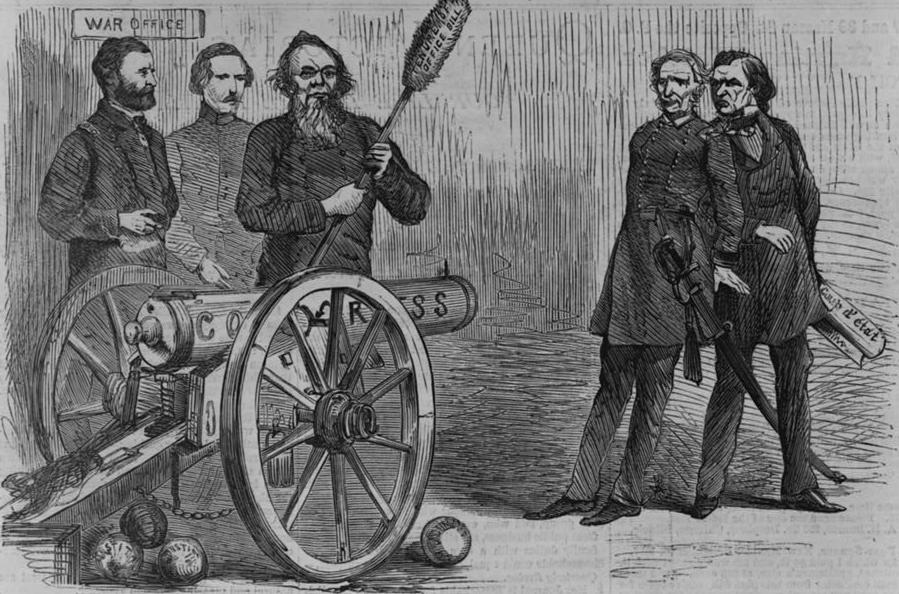
"The Situation", un fumetto editoriale di Harper's Weekly mostra il segretario alla Guerra Edwin M. Stanton - con alle sue spalle il comandante generale Ulysses S. Grant - che con un cannone etichettato "Congress" prende di mira Lorenzo Thomas e il presidente Johnson. I colpi inflitti sono la "Tenure of Office Bill" e le palle di cannone sul pavimento "Justice".

Johnson notificò al Congresso la sospensione di Stanton e la nomina provvisoria di Grant. Nel gennaio 1868 il Senato disapprovò la sua azione e reintegrò Stanton
aprendo così un contenzioso, poiché il presidente avrebbe in tal modo violato la Tenure of Office Act. Grant si fece da parte nonostante la contrarietà di Johnson, causando una rottura completa tra di loro. A Stanton fu definitivamente tolto l'incarico e Johnson nominò al suo posto Lorenzo Thomas, ma Stanton rifiutò di lasciare il suo ufficio e il 24 febbraio la Camera accusò il presidente di aver violato la legge, con 128 voti a favore contro 47. Successivamente essa adottò undici risoluzioni di messa in stato d'accusa, per la maggior parte riferite al conflitto con il Congresso.

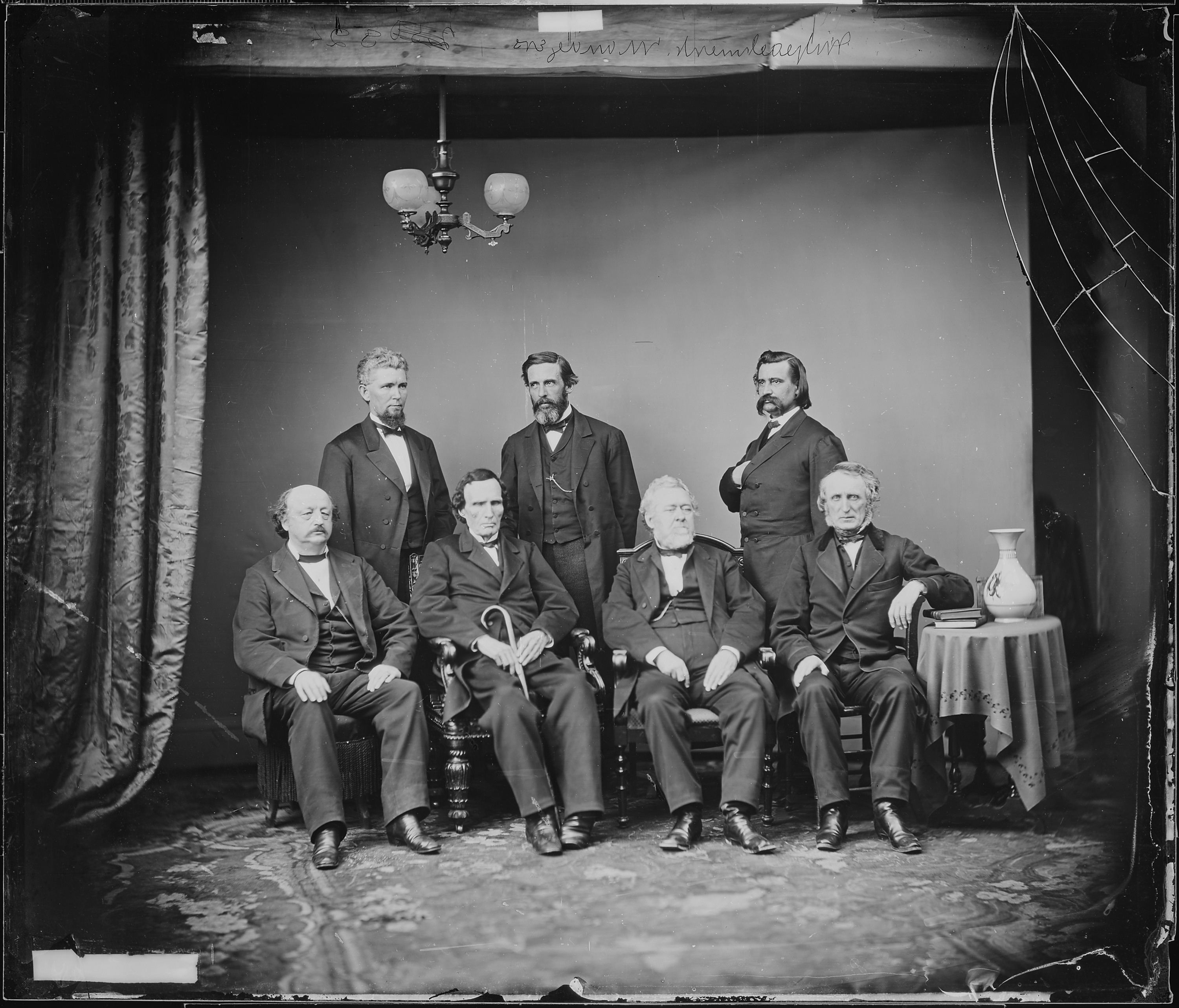
I membri del Comitato per l'impeachment del presidente fotografati da Mathew B. Brady dei Signal Corps del dipartimento della Guerra. Da sinistra a destra, seduti: Benjamin Butler, Thaddeus Stevens, Thomas Williams e John Armor Bingham. In piedi: James F. Wilson, George Sewall Boutwell e John A. Logan.

### Procedimento
Il 5 marzo il processo per impeachment iniziò nell'aula del Senato; durò quasi tre mesi. I dirigenti del Congresso George Sewall Boutwell, Benjamin Butler e Thaddeus Stevens agirono come i procuratori ufficiali della Camera, mentre William Maxwell Evarts, Benjamin Robbins Curtis e l'ex procuratore generale Henry Stanberry furono i consiglieri del presidente; il presidente della Corte suprema Salmon Portland Chase ricoprì il ruolo di presidente della Corte di Giustizia. La difesa fece essenzialmente affidamento sulla formulazione della legge Tenure of Office Act che l'avevano resa applicabile solo ai ministri che avevano ricevuto l'incarico dall'attuale amministrazione; poiché era stata la presidenza di Abraham Lincoln ad aver nominato Stanton, la difesa sostenne che Johnson non aveva affatto violato la legge, e che inoltre il presidente aveva il diritto di mettere alla prova la costituzionalità di una legge del Congresso.

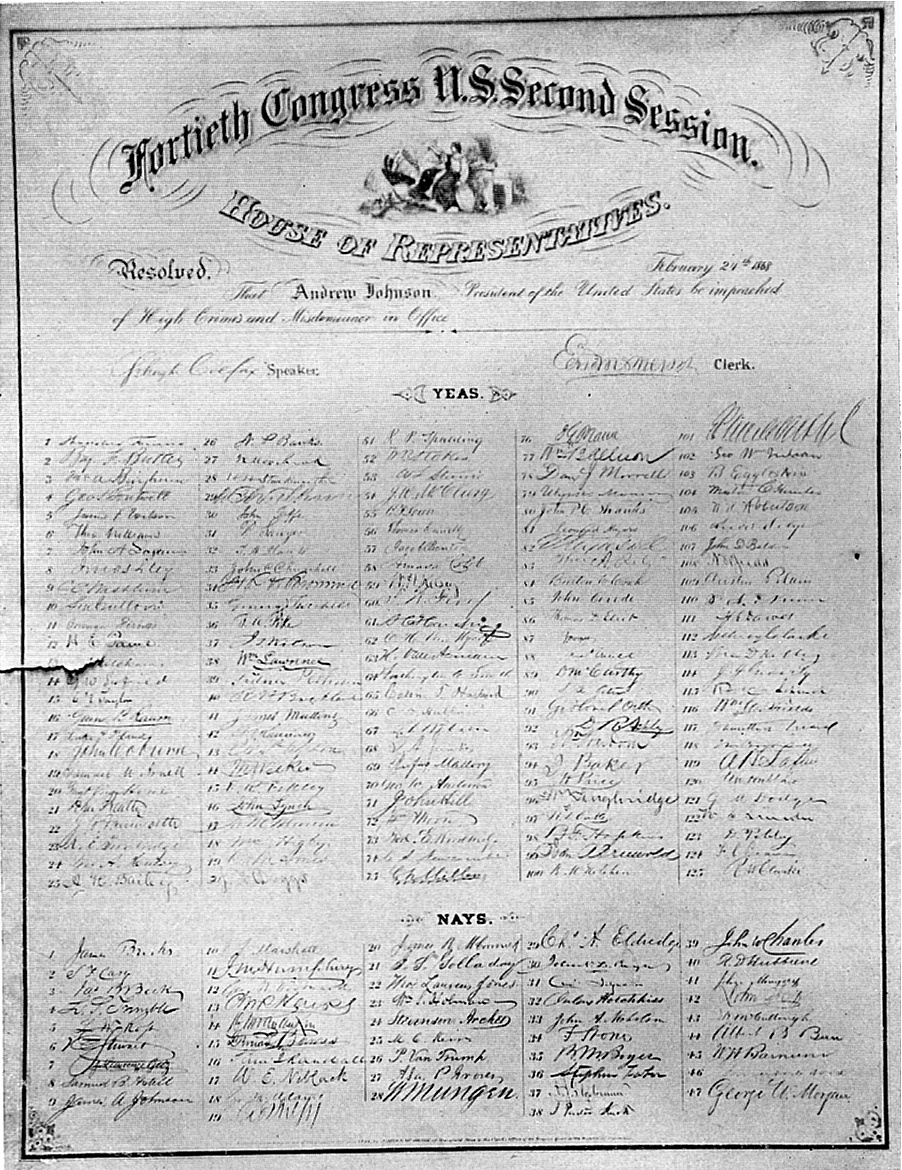
La risoluzione di impeachment contro il presidente firmata dai membri della Camera dei rappresentanti.

Il legale di Johnson insistette perché egli non si presentasse al processo né commentasse pubblicamente il procedimento e, con l'eccezione di un paio d'interviste concesse ad aprile, Johnson sostanzialmente rispettò le consegne.
Il presidente manovrò per ottenere un'assoluzione piena; ad esempio promise al senatore dell'Ohio James Wilson Grimes che non avrebbe più interferito con i tentativi di Ricostruzione del Congresso. Grimes riferì quindi a un gruppo di moderati, molti dei quali votarono infine per l'assoluzione, ch'egli credeva che il presidente avrebbe mantenuto la parola data. Johnson promise anche di nominare l'assai rispettato John Schofield in qualità di segretario alla Guerra. Il senatore del Kansas Edmund Gibson Ross ricevette assicurazioni sul fatto che le nuove Costituzioni ratificate nella Carolina del Sud e nell'Arkansas, di ispirazione radicale, sarebbero state trasmesse al Congresso senza più indugio; un'azione quest'ultima che avrebbe dato a lui e agli altri senatori la copertura politica per votare a favore dell'assoluzione. Uno dei motivi per cui molti senatori rimasero riluttanti davanti alla possibilità di rimuovere il presidente fu che il suo successore avrebbe dovuto essere Benjamin Wade, il presidente pro tempore del Senato; questi era alla fine del suo mandato, che scadeva nei primi mesi del 1869, ed era un radicale che sosteneva misure come il suffragio femminile, privo di una reale influenza politica su gran parte della nazione. Inoltre Wade venne visto anche come un ostacolo alle ambizioni di Grant.
In seguito alla propria campagna di convincimento, Johnson era fiducioso del risultato e nei giorni immediatamente precedenti alla votazione i giornali riferirono che Stevens e i radicali avevano rinunciato al loro proposito. Il 16 maggio il Senato mise ai voti l'undicesimo articolo di messa in stato d'accusa, riguardante la rimozione di Stanton in violazione della Tenure of Office of Act dopo che il Senato ne aveva già annullato la sospensione. In 35 votarono per la colpevolezza contro 19, mancando così per un solo voto la maggioranza dei due terzi richiesta per la condanna ai sensi della Costituzione; sette senatori repubblicani (oltre a Grimes e E. G. Ross anche Lyman Trumbull, William Pitt Fessenden, Joseph Smith Fowler, John Brooks Henderson e Peter Godwin Van Winkle) si espressero per l'assoluzione. Con Stevens amaramente deluso dal risultato, il Senato si aggiornò per la Convention nazionale repubblicana delle elezioni presidenziali del 1868; Grant fu scelto come candidato presidente.

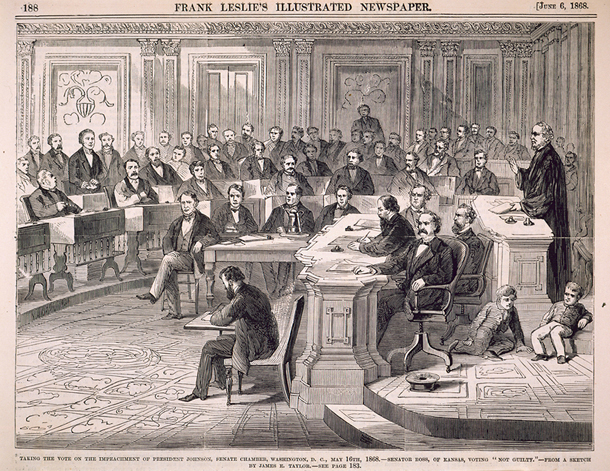
Ricostruzione delle fasi del dibattimento sulla richiesta di impeachment (16 maggio 1868).

Il Senato si riunì nuovamente il 26 maggio per votare il secondo e il terzo articolo con l'identico risultato di 35 contro 19; di fronte a tal esito gli avversari di Johnson rinunciarono alla prosecuzione del procedimento. Stanton cedette il suo ufficio il 26 maggio e il Senato confermò Schofield. Quando il presidente nominò Stanberry per farlo ritornare alla sua precedente posizione di procuratore generale, dopo averlo fedelmente servito come capo del gruppo difensivo, il Senato però rifiutò di confermarlo.
Sia in quel momento sia più tardi si espressero sospetti di corruzione palese, che avrebbe dettato l'esito processuale. Già durante il procedimento, il deputato Butler iniziò un'indagine, condusse audizioni e pubblicò un rapporto finale, benché privo di un mandato ufficiale; Butler focalizzò la sua attenzione sul gruppo dell'"Astor House" con base a New York, presumibilmente guidato dall'esponente politico locale e giornalista Thurlow Weed. Trapelarono indiscrezioni secondo cui quest'organizzazione avrebbe raccolto ingenti somme di denaro da industriali del whisky attraverso l'avvocato di Cincinnati Charles Woolley, con l'intento di corrompere i senatori favorendo Johnson. Butler giunse a tener rinchiuso Woolley all'interno del Campidoglio quando questi si rifiutò di rispondere alle domande, ma non riuscì mai a provare l'avvenuta corruzione.

### Conseguenze
Il voto finale sancì il principio secondo cui il Congresso non poteva rimuovere il presidente dall'incarico semplicemente perché i parlamentari non erano d'accordo con la politica da lui adottata, con lo stile e il metodo di amministrazione della carica; ma ciò non significò che il presidente conservò integre le sue prerogative e i suoi poteri di governo. Per il resto del suo mandato, meno di un anno, l'attività di Johnson fu praticamente nulla, senza alcuna influenza sulla politica pubblica. Cercò di mantenere l'impegno preso di evitare ogni interferenza sulla politica di Ricostruzione decisa dal Congresso, ma a giugno pose nuovamente il veto alla riammissione di certi Stati del Sud (tutti con l'eccezione del Mississippi, del Texas e della Virginia) sostenendo che le leggi di Ricostruzione erano incostituzionali. Il Congresso annullò questo veto e quello posto su una legge che negava l'attribuzione di grandi elettori agli Stati non ancora riorganizzati.
Il Congresso sospese le sedute a luglio; sebbene avesse preso disposizioni per una riconvocazione a settembre nel caso Johnson avesse nuovamente interferito, non fu più riconvocato fino a dopo le elezioni presidenziali del 1868.

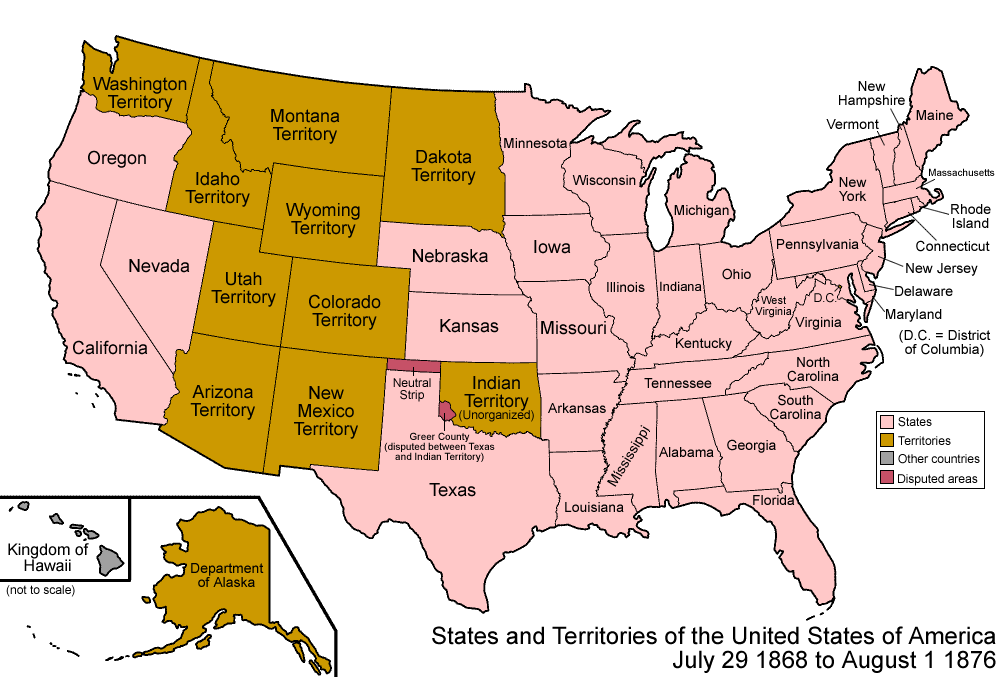
Gli Stati Uniti dopo l'incorporazione del dipartimento dell'Alaska.

## Politica estera
Poco dopo aver assunto l'incarico di presidente, Johnson giunse a un accordo con il segretario di Stato William H. Seward sul fatto che non vi sarebbe stato alcun cambiamento di rilievo nella conduzione della politica estera rispetto alla presidenza di Abraham Lincoln. Seward e Abraham Lincoln erano stati rivali per la nomina nelle elezioni presidenziali del 1860; il vincitore sperava che Seward gli succedesse come presidente nel 1869.

### Relazioni con il Secondo impero francese: Messico
Mentre era in corso la guerra di secessione, la Francia intervenne in Messico inviando un numero consistente di truppe e rovesciando il governo di Benito Juárez; Seward aveva avvertito i francesi attraverso i canali diplomatici che la loro presenza in Messico non era accettabile secondo la dottrina Monroe. Una volta sconfitta la Confederazione, Johnson e Grant inviarono il generale Phil Sheridan con 50 000 soldati veterani al confine tra il Texas e il Messico, per rendere più pressante la richiesta di ritiro delle truppe francesi. Nell'aprile 1866 il governo francese informò Seward che le sue truppe sarebbero state portate a casa gradualmente, il tutto per concludersi entro il novembre 1867.

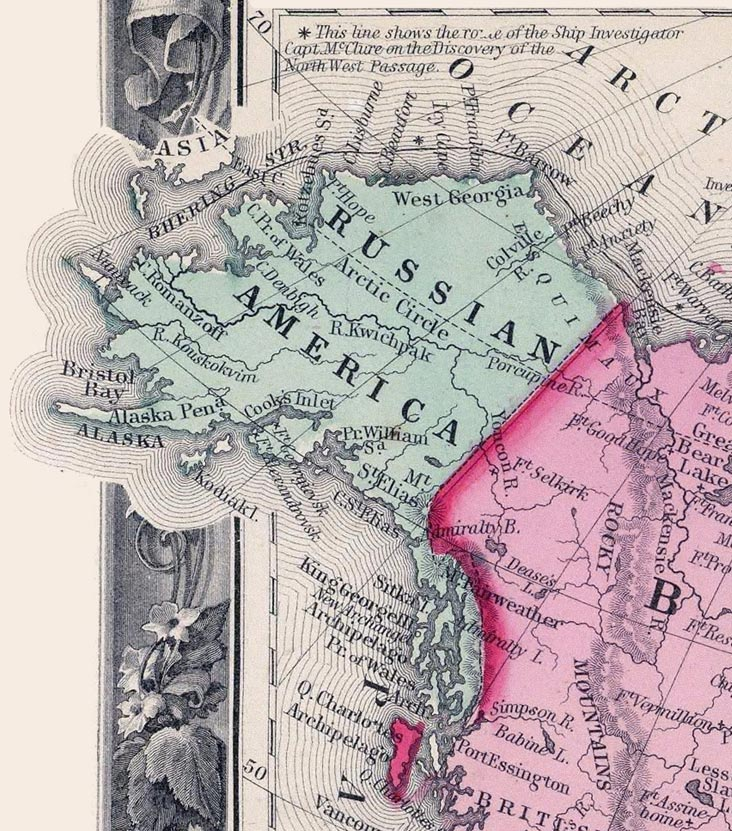
L'America russa nel 1860.

### Relazioni con l'impero russo: Alaska
Seward si rivelò essere un deciso espansionista e cercò nuove opportunità per allargare il territorio degli Stati Uniti. Nel 1867 il governo dell'impero russo vedeva la sua colonia nordamericana (l'America russa, corrispondente all'odierna Alaska) come una passività finanziaria notevole e temette di perderne sempre più il controllo con l'arrivo degli insediamenti statunitensi. Incaricò pertanto il suo ministro a Washington, il barone Eduard de Stoeckl, di negoziare una vendita. De Stoeckl lo fece abilmente, portando Seward ad aumentare la sua offerta da 5 milioni di dollari (per coincidenza, il minimo su cui che la Russia aveva istruito de Stoeckl ad accettare) a 7 milioni; poi riuscì a ottenere un'aggiunta di 200.000 dollari, sollevando varie obiezioni. Questa somma equivale a 123 milioni in termini attuali. Il 30 marzo 1867 de Stoeckl e Seward firmarono il trattato, lavorando rapidamente mentre il Senato stava per aggiornarsi.

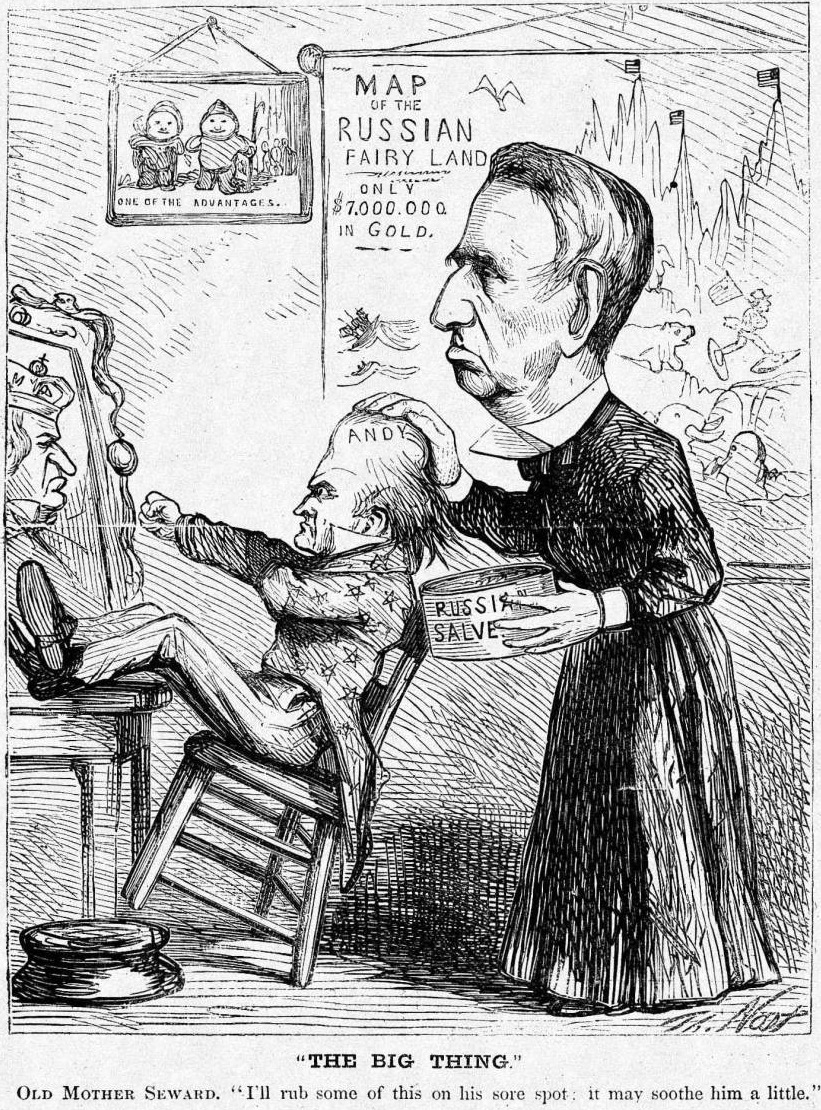
Vignetta satirica di Thomas Nast che prende in giro l'acquisto dell'Alaska. Il segretario di Stato William H Seward strofina una crema rinfrescante (l'Alaska) sulla testa del presidente febbrile (e in difficoltà), Andrew Johnson. Sullo sfondo, "i vantaggi" sono il dominio sugli eschimesi e, nel manifesto, lo zio Sam è inseguito dall'orso bianco.

Johnson e il suo ministro portarono quindi il documento già firmato all'ufficio del presidente della Camera, ma la risposta fu che non c'era tempo sufficiente prima dell'aggiornamento. Il presidente allora convocò il Senato per una sessione speciale il 1º aprile; l'accordo fu così approvato con 37 voti favorevoli contro 2.

### Altro
Incoraggiato dal questo successo, Seward cercò anche altre acquisizioni. Il suo unico successo fu la conquista di una pretesa statunitense sulla disabitata isola di Wake nel bel mezzo dell'Oceano Pacifico, che sarebbe stata dichiarata ufficialmente appartenente agli Stati Uniti d'America solo nel 1898. Fu vicino ad ottenere le Indie occidentali danesi quando la Danimarca accettò di vendere e la popolazione locale approvò il trasferimento con un plebiscito; ma il Senato non ratificò mai questo trattato che dunque decadde.
Un altro tentativo di trattato che finì con un nulla di fatto fu la "convenzione di Johnson-Clarendon", negoziata in accordo con le pretese della CSS Alabama per i danni subiti dalle spedizioni navali dell'Unione da parte di navi razziatrici della marina confederata di costruzione britannica. Negoziato dall'ambasciatore nel Regno Unito, l'ex senatore del Maryland Reverdy Johnson, verso la fine del 1868; fu ignorato dal Senato durante il resto del mandato del presidente. L'accordo fu alla fine respinto dopo che Seward lasciò l'incarico, la presidenza di Ulysses S. Grant in seguito riuscì a negoziare termini notevolmente migliori con il Regno Unito.

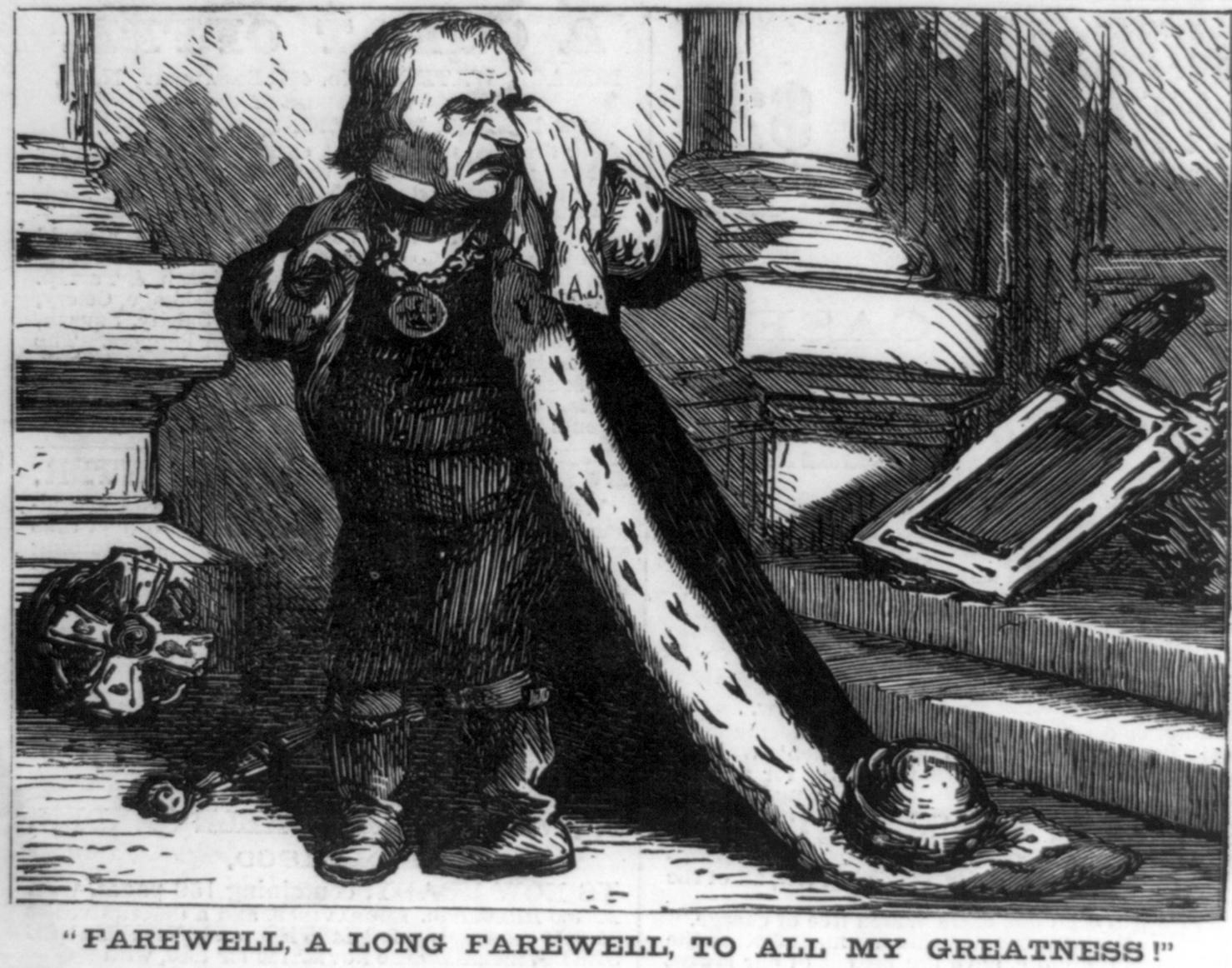
Vignetta satirica di Harper's Weekly. "Addio a tutta la mia grandezza"; A. Johnson col mantello reale, in lacrime per non essere riuscito a farsi candidare.

## Elezioni presidenziali del 1868 e transizione
Il comandante generale Ulysses S. Grant emerse come il più probabile candidato presidenziale dei Repubblicani durante i due anni precedenti l'elezione; sebbene avesse accettato di sostituire Edwin McMasters Stanton in qualità di segretario alla Guerra, prese con decisione le distanze da Johnson per quanto riguardava sia la Ricostruzione sia altre questioni. Il sostegno a Grant era tale che molti membri del Congresso erano riluttanti a mettere in difficoltà Johnson per il timore che Johnson impedisse all'eroe di guerra di entrare in lizza; la Convention nazionale lo scelse infine all'unanimità, affiancandogli il presidente della Camera Schuyler Colfax. Forse in seguito ai dubbi legati all'incapacità del Congresso di rimuovere Johnson, il programma elettorale del partito non incluse il suffragio universale maschile.
Dopo aver fallito nel tentativo di costruire una propria personale formazione politica nel luglio del 1868, Johnson cercò la nomina da parte della Convention nazionale dei Democratici svoltasi a New York; rimaneva assai popolare tra i bianchi del Sud e anzi riuscì ad aumentarla pubblicando, proprio poco prima della Convention, un'amnistia che impediva l'apertura di nuovi procedimenti penali contro qualsiasi confederato non già incriminato, con la conseguenza che solo Jefferson Davis e pochi altri avrebbero potuto ancora essere processati. Al primo scrutinio, Johnson si trovava in seconda posizione dietro l'ex deputato alla Camera dei Rappresentanti per l'Ohio George Hunt Pendleton, che era già stato suo avversario per la vicepresidenza alle elezioni presidenziali del 1864. Il sostegno nei suoi confronti proveniva principalmente dal Sud, ma questo diminuì nel corso delle votazioni. Al ventiduesimo scrutinio l'ex governatore di New York Horatio Seymour ottenne la nomina, mentre il presidente uscente ricevette in tutto solamente quattro suffragi e tutti provenienti dal suo Stato di nascita, il Tennessee; il sostegno più forte a Seymour venne dai banchieri e dai finanzieri del Nord che si erano opposti a Pendleton ed erano favorevoli all'adozione del sistema aureo. Per la vicepresidenza fu scelto Frank P. Blair Jr., che prometteva di usare l'esercito per distruggere i governi repubblicani del Sud che, disse, erano guidati da "una razza di neri semi-barbari" i quali cercavano di "sottoporre le donne bianche al loro desiderio sfrenato di lussuria". Il programma elettorale accolse idealmente l'eredità della presidenza di Johnson, ringraziandolo per i suoi "sforzi patriottici" nel "resistere alle aggressioni del Congresso sui diritti costituzionali degli Stati e del popolo". Ma questi rimase comunque notevolmente amareggiato dal risultato, tanto che alcuni dei suoi più accesi sostenitori suggerirono la formazione di un terzo partito nazionale.
I responsabili della campagna elettorale di Seymour cercarono del presidente, anche se questi rimase a lungo in silenzio durante la campagna elettorale; solo a ottobre inoltrato, con il voto già avvenuto in alcuni Stati, menzionò esplicitamente Seymour, e non lo sostenne mai apertamente.
Grant vinse con il 52,7% del voto popolare e 214 dei 294 grandi elettori; le elezioni si svolsero dopo una nuova ondata di violenza attraverso l'intero Sud, mentre il Ku Klux Klan e altri gruppi terroristi cercarono di reprimere il voto nero. Seymour vinse la Georgia e la Louisiana, ma i restanti ex stati confederati che erano stati restaurati nell'Unione andarono a Grant. Quest'ultimo vinse anche nella maggior parte degli stati del Nord, anche se Seymour vinse il proprio stato di New York.
Johnson fu dispiaciuto dalla vittoria di Grant, in parte a causa del loro acceso contrasto scoppiato riguardo a Stanton. Nel suo messaggio annuale tenutosi a dicembre sollecitò l'abrogazione della Tenure of Office Act e dichiarò ai parlamentari che se avessero ammesso i loro colleghi del Sud a partire dal 1865 tutto si sarebbe risolto per il meglio. Il giorno di Natale emise un'ultima amnistia, che copriva tutti, incluso Jefferson Davis; nei suoi ultimi mesi in carica emise anche grazie per condanne criminali, tra cui quella inflitta in modo che aveva fatto discutere al dottor Samuel Mudd, incarcerato per il coinvolgimento nell'assassinio di Abraham Lincoln (aveva aggiustato la gamba rotta di John Wilkes Booth) e imprigionato a Fort Jefferson (Florida) in Dry Tortugas.
A febbraio il Congresso approvò il XV emendamento. Il 3 marzo seguente, suo ultimo giorno intero in carica, Johnson ospitò un grande ricevimento pubblico. Grant aveva fatto sapere che non era disposto a entrare nello stesso landò di Johnson, come era consuetudine alla cerimonia d'insediamento; Johnson si rifiutò pertanto di prendere parte alla cerimonia di inaugurazione del successore. Nonostante uno sforzo dell'ultimo minuto del segretario di Stato William Seward per fargli cambiare idea, trascorse la mattinata del 4 marzo concludendo gli ultimi affari e poco dopo lo scoccare del mezzogiorno lasciò definitivamente la Casa Bianca. Cominciava così la presidenza di Ulysses S. Grant.

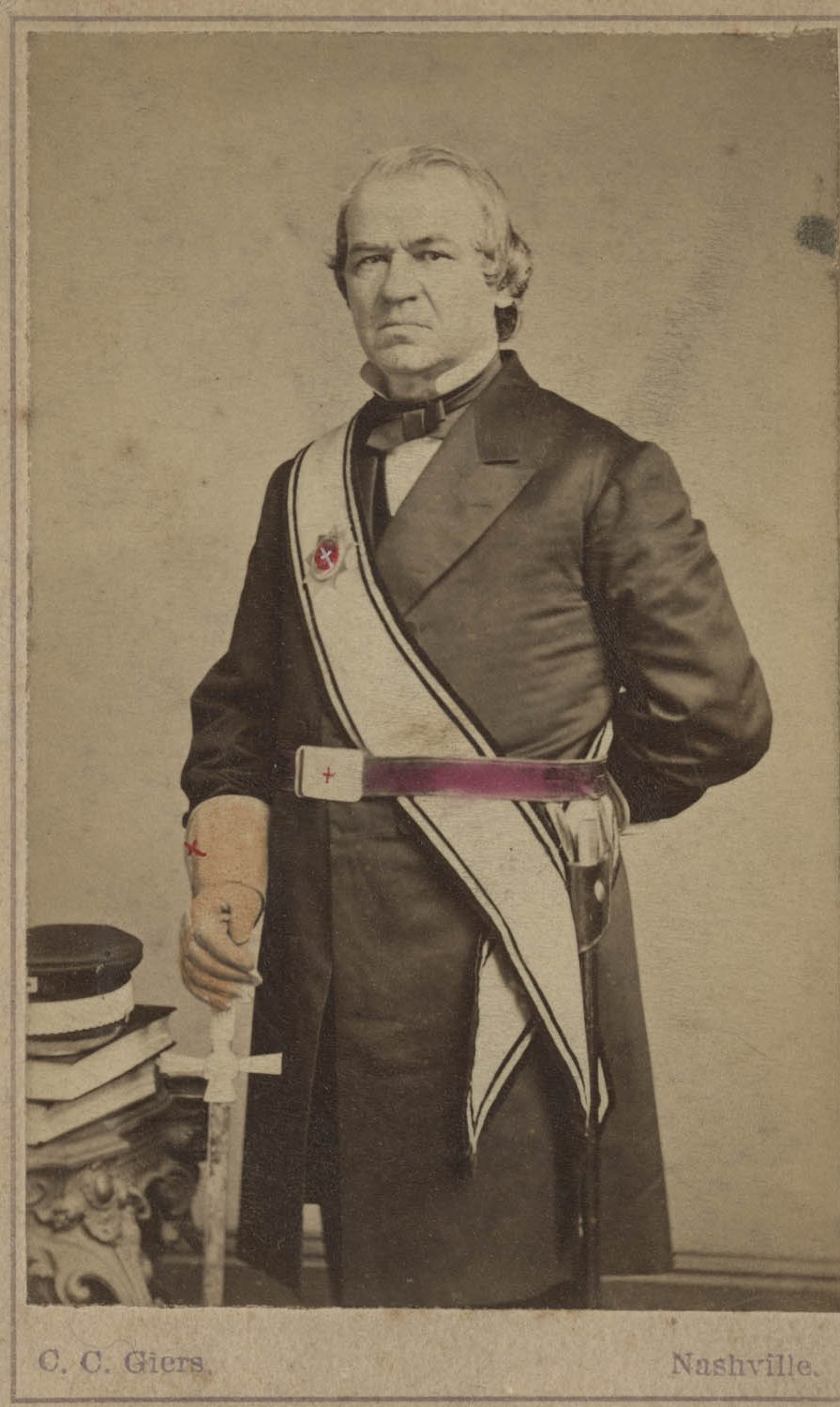
L'ex presidente con l'abito della massoneria (1869).

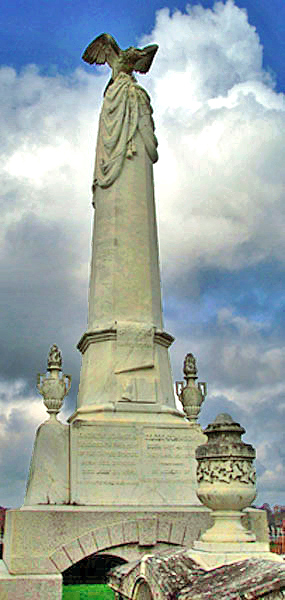
Il monumento eretto sulla tomba del presidente a Greeneville.

## Giudizi storici e eredità
Secondo Castel "gli storici della presidenza di Johnson tendevano a concentrarsi sul suo ruolo in quell'evento titanico che fu rappresentato dall'Era della Ricostruzione, escludendo tutto il resto".
Durante il resto del XIX secolo vi furono assai poche valutazioni storiche di Johnson e della sua presidenza. Le memorie dei Nordisti che avevano avuto a che fare con lui, come il vicepresidente Henry Wilson e il senatore del Maine James Blaine, lo dipinsero come un ostinato borghese che tentò di favorire il Sud nella Ricostruzione, ma che rimase frustrato dall'opposizione congressuale.
Secondo lo storico Howard K. Beale nel suo articolo sulla storiografia della Ricostruzione: "gli uomini del dopoguerra erano più preoccupati di giustificare la propria posizione di quanto fossero alla scrupolosa ricerca della verità.".
Il XX secolo vide le prime valutazioni storiche significative di Johnson. Tra i primi vi fu lo storico James Ford Rhodes, vincitore del premio Pulitzer, che scrisse dell'ex presidente:
Rodhes attribuiva le colpe di Johnson alle sue debolezze personali e gli diede la colpa per i problemi del Sud postbellico. Altri storici dell'inizio del XX secolo come John William Burgess, Thomas Woodrow Wilson (che in seguito divenne a sua volta presidente) e William Archibald Dunning, tutti del Sud, concordarono con Rhodes, credendo che Johnson fosse imperfetto e politicamente inetto, ma concludendo che aveva cercato di portare a termine i piani di Abraham Lincoln per il Sud sostanzialmente in buona fede.
L'autore e giornalista Jay Tolson suggerisce che Wilson "descrive la Ricostruzione come un programma vendicativo che ferisce anche i Sudisti pentiti mentre avvantaggia gli opportunisti settentrionali, i cosiddetti carpetbagger, oltre ai cinici meridionali bianchi, o scalawag, che sfruttarono le alleanze con i neri per ottenerne un vantaggio politico".
Mentre Rhodes e la sua scuola scrivevano, anche un altro gruppo di storici (la cosiddetta Dunning School) si stava preparando alla completa riabilitazione di Johnson, usando per la prima volta fonti primarie come le sue carte, fornite dalla figlia Martha prima della sua morte avvenuta nel 1901, assieme ai diari dell'ex segretario alla Marina Gideon Welles, i quali verranno pubblicati per la prima volta nel 1911. I volumi risultanti, come The Impeachment and Trial of President Andrew Johnson (1903) di David Miller De Witt, lo presentarono molto più favorevolmente. Nella History of the Reconstruction Period di James Schouler l'autore accusò Rhodes di essere "del tutto ingiusto nei confronti di Johnson", pur ammettendo che l'ex presidente si era creato da solo molti dei suoi problemi attraverso mosse politiche inette. Questi lavori ebbero un loro effetto; sebbene gli storici continuassero a considerare Johnson come un profondo incapace che sabotò la sua presidenza con i suoi molteplici difetti, giudicarono la sua politica di Ricostruzione fondamentalmente corretta. Una serie di biografie molto favorevoli uscite tra la fine degli anni 1920 e l'inizio degli anni 1930 che "glorificarono Johnson e condannarono i suoi nemici" non fece che accelerare questa tendenza. Beale si chiese nel 1940 "non è il momento di studiare la storia della Ricostruzione senza aver prima assunto, almeno inconsciamente, che i "carpetbaggers" e i Repubblicani bianchi meridionali fossero malvagi, che i neri fossero degli analfabeti incompetenti e che l'intero profondo Sud bianco fosse debitore e grato ai restauratori della "supremazia del potere bianco"?" name="beale808" /> La visione favorevole di Johnson sopravvisse per qualche tempo. Nel 1942 Van Heflin interpretò l'ex presidente come un combattente per la democrazia nel film di Hollywood intitolato Tennessee Johnson. Nel 1948 un sondaggio d'opinione fatto svolgere da Arthur Schlesinger Sr. lo ritenne tra i presidenti di media caratura; nel 1956 un altro di Clinton L. Rossiter lo collocò quasi alla vetta della classifica.
Eric Foner nota che al momento di questi sondaggi "l'Era della Ricostruzione che seguì la guerra civile era considerata come un periodo di corruzione e di malgoverno causato soprattutto dal riconoscimento del diritto di voto ai neri". Gli storici precedenti, incluso Beale, ritenevano che il denaro guidasse gli eventi e avevano visto la Ricostruzione innanzitutto come una lotta economica opportunistica; stimavano anche, per la maggior parte, che la riconciliazione tra Nord e Sud avrebbe dovuto essere invece la priorità assoluta.
Negli anni 1950 la storiografia iniziò a concentrarsi sulla centralità dell'esperienza afroamericana (il "Neoabolizionismo"); rifiutarono pertanto completamente ogni pretesa di inferiorità nera, che aveva segnato molte precedenti opere storiche, e vide il movimento per i diritti civili degli afroamericani in via di sviluppo come una seconda Ricostruzione; alcuni autori dichiararono che speravano che il loro lavoro sull'era postbellica avrebbe aiutato a portare avanti la causa dei diritti civili. Questi autori simpatizzarono con i Repubblicani Radicali per il loro desiderio di aiutare l'afroamericano e considerarono Johnson insensibile nei confronti del liberto. In un certo numero di lavori dal 1956 in poi, di storici come Fawn McKay Brodie, l'ex presidente fu dipinto come un sabotatore di successo degli sforzi per migliorare il destino del liberto. Tra queste opere vi erano importanti biografie di Thaddeus Stevens e Edwin McMasters Stanton. La Ricostruzione fu sempre più vista come uno sforzo nobile per integrare gli schiavi liberati nella società produttiva.
All'inizio del XXI secolo Johnson è tra quelli comunemente menzionati come i peggiori presidenti di tutti i tempi. Secondo Glenn W. Lafantasie, che ritiene la presidenza di James Buchanan la peggiore in assoluto, "Johnson è uno dei favoriti a piazzarsi nel fondo a causa del suo impeachment... il suo completo maltrattamento della politica di Ricostruzione... la sua personalità irruente e il suo enorme senso di importanza personale, quasi al limite della patologia". Tolson suggerisce che "Johnson è ai giorni nostri disprezzato per aver resistito alle politiche radicali repubblicane volte a garantire i diritti e il benessere degli afroamericani appena emancipati". Gordon-Reed nota che Johnson, insieme ai suoi contemporanei Franklin Pierce e Buchanan, sono generalmente elencati tra i cinque peggiori presidenti, ma afferma che "non ci sono mai stati momenti più difficili nella vita di questa nazione. I problemi che questi uomini dovevano affrontare erano enormi e solamente la difficoltà insita nella successione ad Abraham Lincoln può render loro pienamente giustizia". Trefousse ritiene che l'eredità di Johnson sia "il mantenimento della supremazia bianca; la sua spinta verso i conservatori del Sud che minavano la Ricostruzione fu l'eredità lasciata alla nazione, un individuo che avrebbe procurato un sacco di guai al paese ancora per le generazioni a venire". Gordon-Reed afferma:
Nel 2002 lo storico Castel ha preso una posizione severa nei riguardi della visione della presidenza di Johnson, dicendo che "egli soffriva di gravi difetti sia di mente sia di carattere"; secondo lui "mancava nettamente di flessibilità e abilità" e prese decisioni affrettate senza lungimiranza. Castel ha detto anche che la presidenza di Johnson è fallita perché era un Democratico che guidava un governo controllato dai Repubblicani del Nord. Dal momento che Johnson non era stato eletto presidente, non ebbe neppure mai la necessaria autorità politica e morale di fronte al Congresso. Johnson non si rese mai conto che la guerra civile era in realtà un'autentica seconda Rivoluzione e che il potere federale aveva oramai soppiantato i diritti di autonomia degli Stati federati. Inoltre Johnson riteneva che i neri fossero inferiori costituzionalmente ai bianchi americani, una visione comune alla maggioranza di questi durante la sua presidenza. Sebbene avesse ottenuto il più alto incarico "si dimostrò completamente incapace di usarlo in modo efficace e vantaggioso".

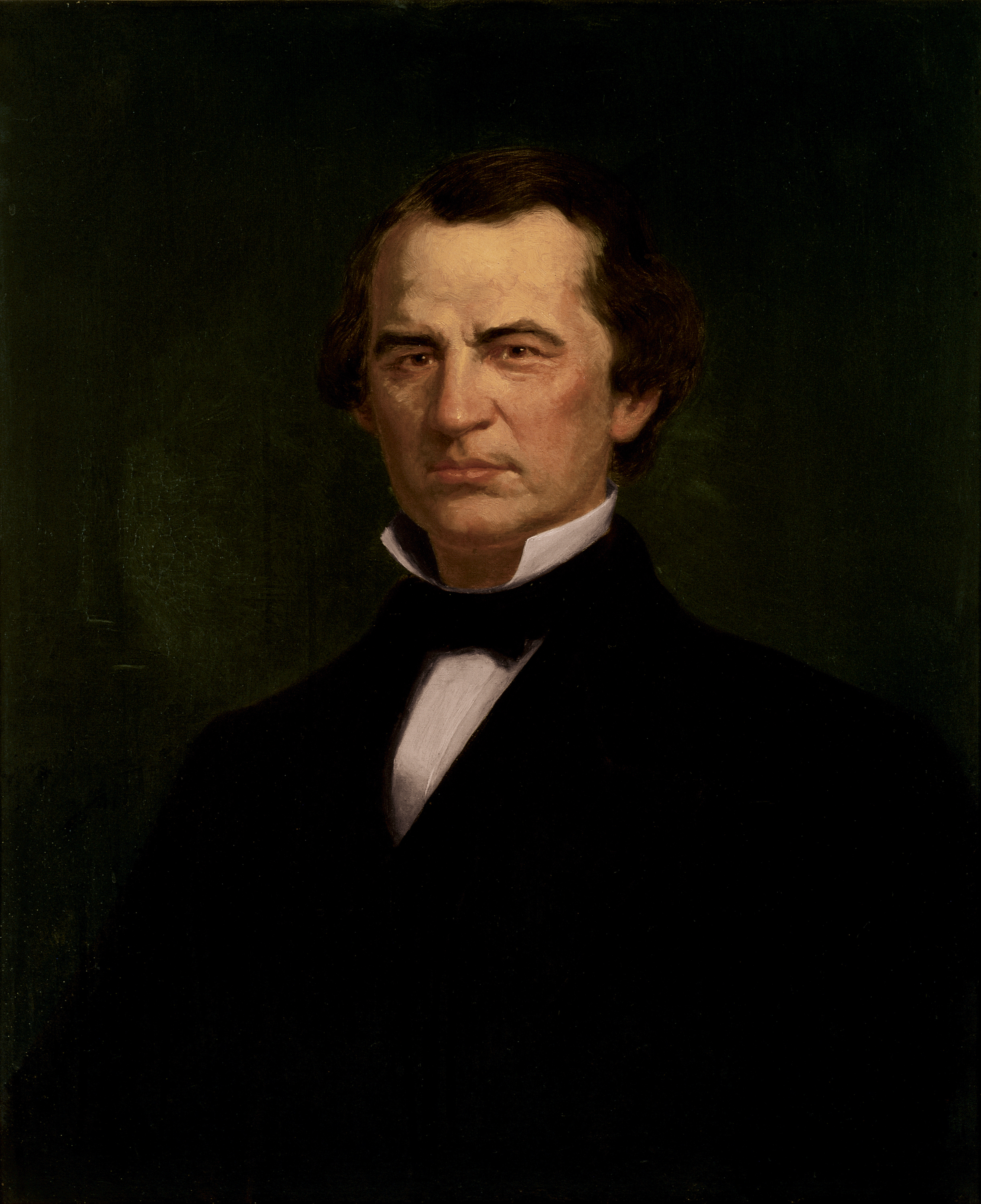
Ritratto ufficiale del presidente di Eliphalet Frazer Andrews.

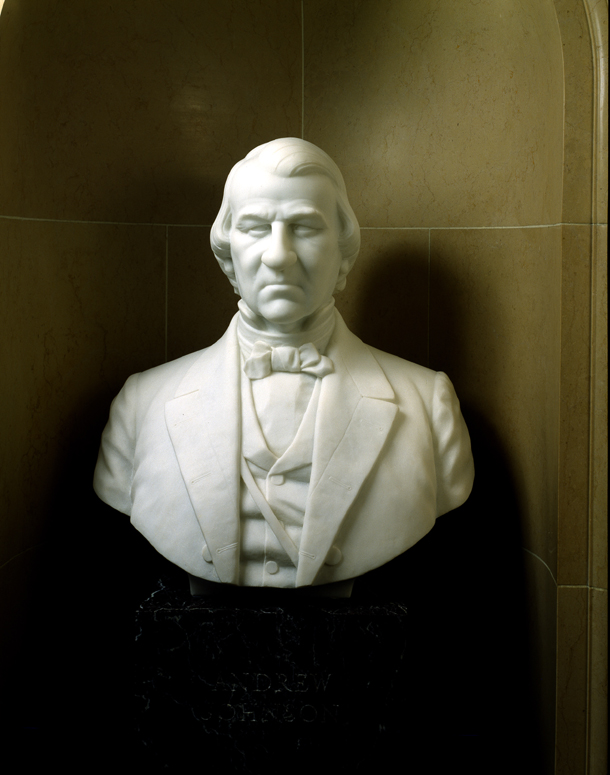
Busto di A. Johnson.

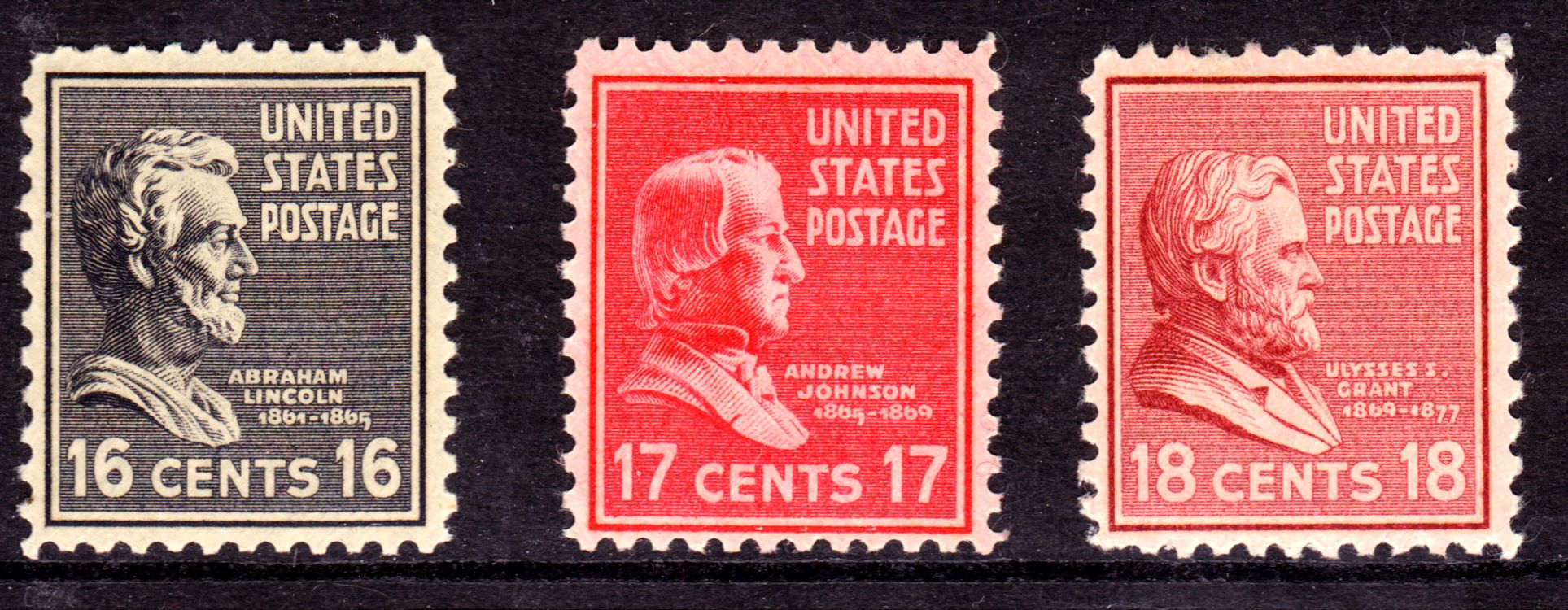
Emissioni di francobolli che ritaggono Abraham Lincoln, Johnson e Ulysses S. Grant (1938).

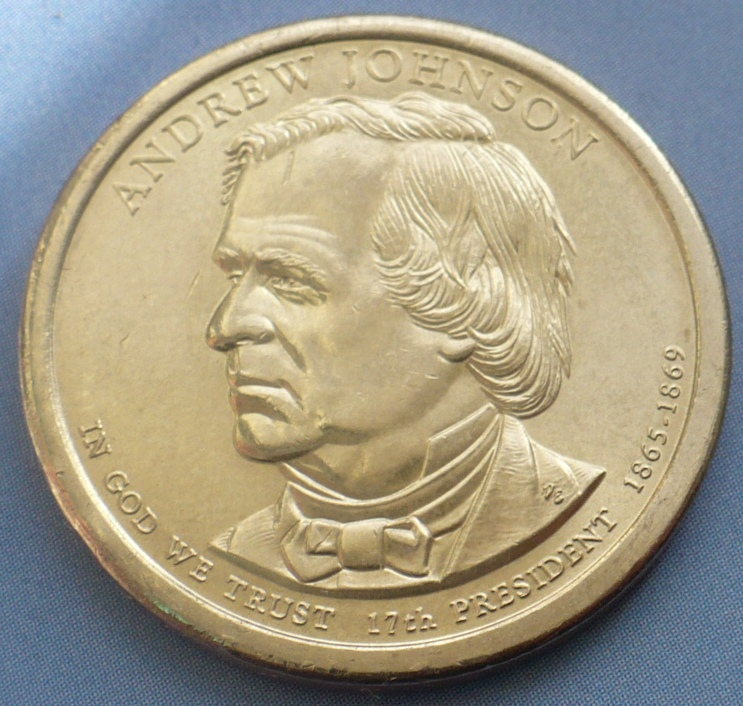
Il dollaro presidenziale con l'effigie di A. Johnson.